# Vitória, Princesa Real do Reino Unido
Vitória Adelaide Maria Luísa (nome pessoal em inglês: Victoria Adelaide Mary Louisa; Londres, 21 de novembro de 1840 – Kronberg, 5 de agosto de 1901) foi Princesa Real do Reino Unido, filha mais velha da rainha Vitória do Reino Unido e do príncipe Alberto de Saxe-Coburgo-Gota. Também foi Imperatriz Consorte da Alemanha e Rainha Consorte da Prússia durante os 99 dias de reinado de seu marido, Frederico III.
Herdeira das ideias liberais de seu pai, a princesa foi a principal apoiadora do então príncipe herdeiro Frederico (com quem se casara aos 16 anos de idade) em seu desejo por estabelecer uma monarquia constitucional na Prússia e na Alemanha. Criticada por suas atitudes e por sua origem inglesa, Vicky (como era chamada em família), foi relegada ao ostracismo tanto pelos Hohenzollern quanto pela corte de Berlim. Seu isolamento aumentou ainda mais com a chegada de Otto von Bismarck ao poder, em 1862.
Vicky e seu marido não tiveram oportunidade de influenciar a política alemã nas poucas semanas de reinado, em 1888: com um câncer de laringe em estágio terminal, Frederico não teve tempo nem forças para implantar as reformas com que tinha sonhado quando era o príncipe herdeiro.
Com a morte do marido, a imperatriz-viúva foi definitivamente afastada do poder por seu filho, o kaiser Guilherme II. Instalando-se em Kronberg im Taunus, Vicky passou a viver no Schloss Friedrichshof, palácio construído em homenagem ao marido. Cada vez mais isolada após os casamentos de suas filhas mais novas, Vitória morreu de câncer de mama em 1901, poucos meses depois da morte de sua mãe. A correspondência entre Vicky e sua mãe ainda pode ser consultada: cerca de 4.000 cartas enviadas à rainha Vitória e 3.777 cartas recebidas dela foram preservadas e catalogadas e dão uma visão detalhada sobre o estilo de vida na corte prussiana entre 1858 e 1900.

## Princesa Real da Grã-Bretanha e Irlanda

### Infância e educação

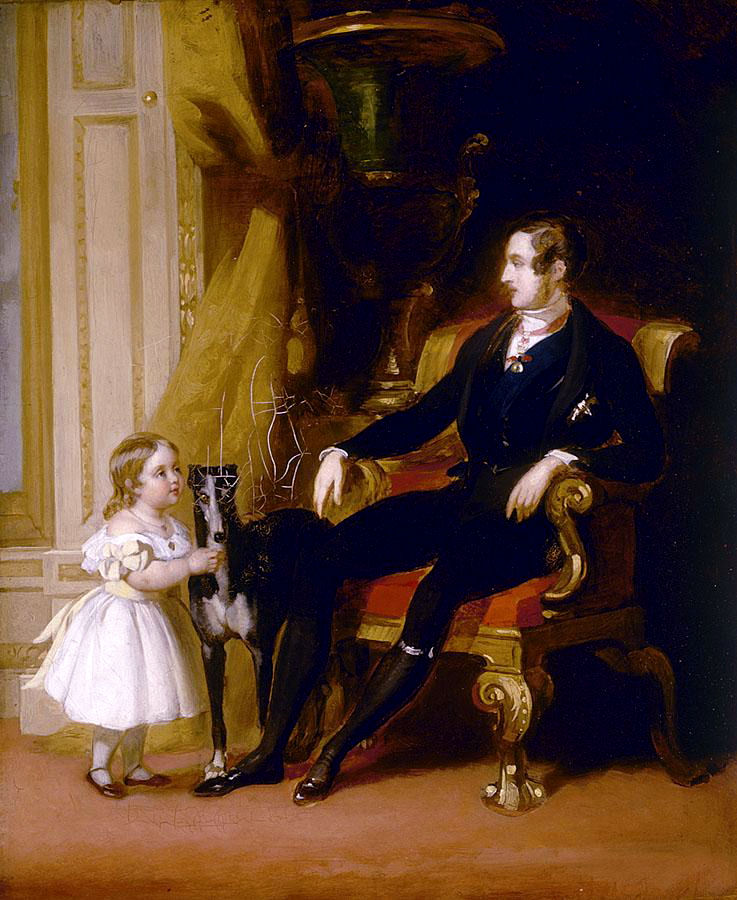
Vitória em criança com o pai Alberto

Nascida em 1840, Vitória (chamada por seus pais de Vicky ou Pussy) foi a primeira filha da rainha Vitória do Reino Unido e de seu marido, o príncipe Alberto de Saxe-Coburgo-Gota. Foi intitulada Princesa Real em 19 de janeiro de 1841, tornando-se herdeira presuntiva do trono até o nascimento de seu irmão, o futuro Eduardo VII, em 9 de novembro daquele ano. Foi batizada na sala do trono do Palácio de Buckingham em 10 de Fevereiro de 1841 pelo arcebispo da Cantuária, William Howley, tendo como padrinhos sua tia-avó, a rainha-viúva Adelaide, o tio-avô, Leopoldo I da Bélgica, o avô paterno, Ernesto I, Duque de Saxe-Coburgo-Gota, o tio-avô materno, Augusto Frederico, Duque de Sussex, sua tia-avó materna, Duquesa de Gloucester e Edimburgo e a avó materna, a Duquesa de Kent. O casal real estava determinado a dar aos os seus filhos uma educação tão completa quanto possível, embora a rainha, que sucedeu seu tio com a idade de 18 anos, declarasse não ter sido adequadamente preparada para reinar. Por sua parte, o príncipe Alberto, originário do pequeno Ducado de Saxe-Coburgo-Gota, recebeu de seu tio, o rei Leopoldo I da Bélgica, uma educação muito mais esmerada.

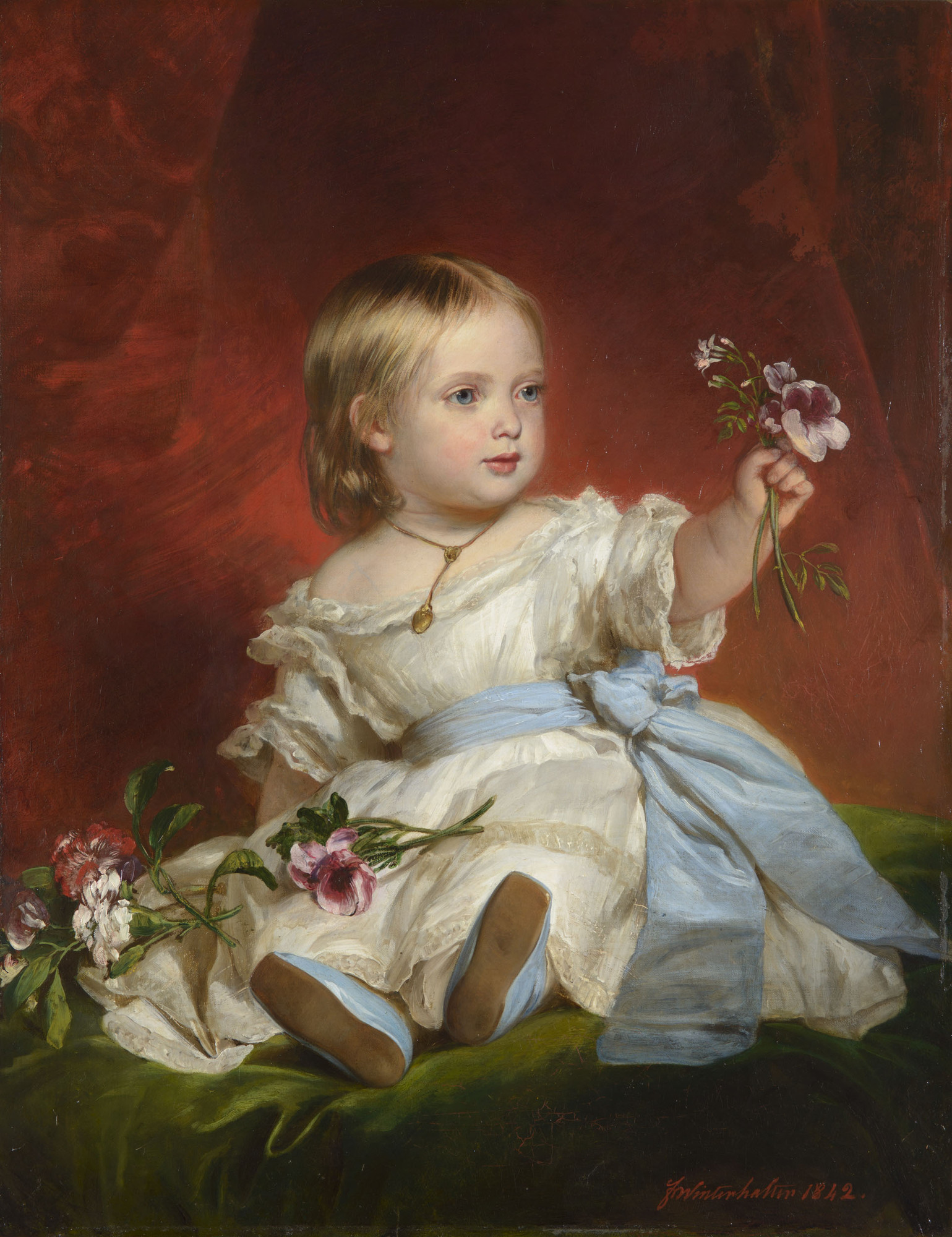
A princesa em 1842

Pouco após o nascimento de Vicky, o príncipe Alberto escreveu um memorando detalhado sobre as tarefas e deveres de todas as pessoas envolvidas na educação das crianças reais. Um ano e meio depois, outro documento (de 48 páginas), escrito pelo barão Christian Friedrich von Stockmar, íntimo do casal real, detalhava os princípios educacionais para os pequenos príncipes. Mas a ignorância de Vitória e Alberto sobre o desenvolvimento de uma criança era considerável, a ponto da rainha acreditar que o fato da pequena Vicky sugar suas pulseiras era um sinal de má educação. Segundo Hanna Pakula, biógrafa da futura imperatriz da Alemanha, as duas primeiras preceptoras da princesa foram escolhidas com bastante critério. Especialista em lidar com crianças, Lady Littleton passou a dirigir o berçário por onde passaram todos os filhos do casal real a partir do segundo ano da princesa. Diplomata, a jovem conseguiu amenizar as exigências, por vezes descabidas, dos pais para com os príncipes. Já Sarah Anne Hildyard, segunda preceptora de Vicky, foi uma professora dedicada e competente, que desenvolveu uma estreita relação com sua pupila.
Com apenas um ano e meio de vida, a princesa já recebia aulas de francês e antes dos quatro começou a aprender alemão. A partir dos seis anos, Vicky tinha aulas das 8h20m às 18 horas, pontuadas por três horas de recreação, e seu currículo incluía cursos de geografia, aritmética e história. Ao contrário de seu irmão, cujo programa de estudos era ainda mais rigoroso, a menina tornou-se uma excelente aluna, sempre ansiosa por aprender. Apesar dessas qualidades, ela também foi descrita como teimosa e levada.
A rainha Vitória tentou afastar, tanto quanto possível, seus filhos da vida na corte. Pensando nisso, o casal real adquiriu a Osborne House, na ilha de Wight, que foi remodelada no estilo de uma vila napolitana, seguindo o projeto desenhado pelo próprio príncipe consorte. Próximo ao prédio principal, Alberto mandou construir um chalé de inspiração suíça com uma pequena cozinha e uma oficina de carpintaria. Neste local as crianças aprendiam a cozinhar e a executar trabalhos manuais. Alberto desempenhou um papel importante e direto na educação de seus filhos. Ele seguia de perto o progresso das crianças, ministrava-lhes lições e passava muito de seu tempo brincando com elas.

### Primeiro encontro com os Hohenzollern

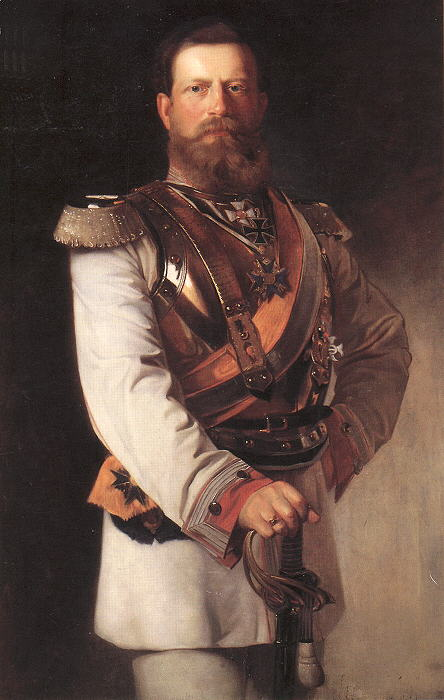
Frederico da Prússia, futuro marido da princesa Vitória

O príncipe herdeiro Guilherme da Prússia e sua esposa, a princesa Augusta de Saxe-Weimar-Eisenach, estavam entre os membros das casas reais europeias que tinham a rainha Vitória e o príncipe Alberto como amigos e aliados. A soberana britânica mantinha uma correspondência regular com sua prima liberal desde 1846, mas os laços entre os dois casais fortaleceram-se em 1848, quando a Revolução de Março chegou a Berlim, obrigando Guilherme e Augusta a refugiarem-se durante três meses na corte britânica.
Em 1851, Guilherme voltou a Londres com sua esposa e seus dois filhos (Frederico e Luísa), por ocasião da Exposição Universal. Foi a primeira vez que Vicky viu seu futuro marido e, apesar de sua diferença de idade (ela tinha onze anos e ele 19), os jovens se deram muito bem. À jovem princesa foi dada a tarefa de ser guia de Frederico durante a exposição. Como o inglês do príncipe fosse bastante hesitante, Vicky comunicava-se com ele em alemão fluente. Anos mais tarde, Frederico ainda recordava o quanto ficara impressionado com o misto de infantilidade, curiosidade intelectual e dignidade natural que a princesa demonstrara durante sua visita.
Vicky não foi a única a impressionar positivamente Frederico nas quatro semanas em que ele permaneceu na Inglaterra. O jovem prussiano encontrou no príncipe Alberto um interlocutor com quem compartilhou e fortaleceu suas ideias liberais. As relações entre os membros da família real britânica (especialmente entre a rainha, o príncipe consorte e seus filhos) e a vida na corte londrina, menos rígida e conservadora que a berlinense, fascinaram Frederico.
Após seu retorno à Alemanha, Frederico iniciou uma estreita troca de correspondências com Vicky. Porém, por trás dessa amizade florescente, havia o desejo da rainha da Grã-Bretanha e de seu marido em forjar laços mais estreitos com a Prússia. Em carta enviada ao seu tio, Leopoldo I da Bélgica, além das questões sobre a soberania britânica, a rainha Vitória expressou suas esperanças no estreitamento dos vínculos entre os dois jovens.

### Noivado com Frederico da Prússia

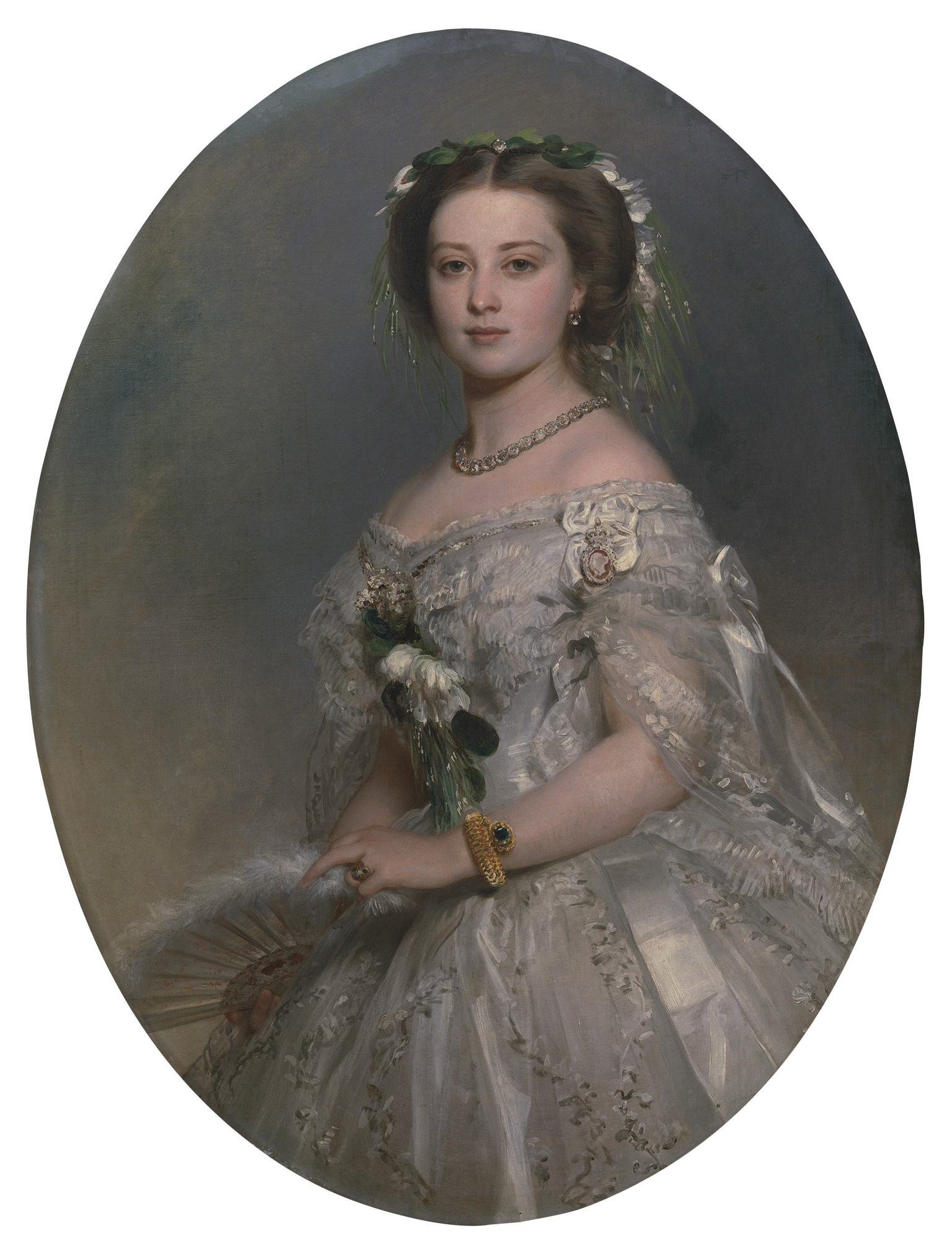
A Princesa Real, em 1857

Como Vicky, Frederico recebeu uma educação bastante completa, tendo como professores personalidades como o escritor Ernst Moritz Arndt e o historiador Christoph Friedrich Dahlmann. Seguindo a tradição dos Hohenzollern, ele também recebeu um rigoroso treinamento militar.
Em 1855, Frederico fez uma nova viagem à Grã-Bretanha, visitando Vicky e sua família no Castelo de Balmoral, na Escócia. O propósito de sua viagem era avaliar a princesa como possível pretendente. Em Berlim, entretanto, esta visita não era vista com simpatia. Na verdade, na corte prussiana, muitas pessoas preferiam ver o herdeiro do trono casado com uma grã-duquesa russa. O rei Frederico Guilherme IV também foi relutante ao permitir o casamento do sobrinho com uma princesa britânica, mantendo a aprovação em segredo até mesmo perante a esposa (cuja anglofobia era notória).
Quando recebeu a visita de Frederico, Vicky contava apenas quinze anos de idade. A rainha Vitória temia que o herdeiro do trono da Prússia não achasse sua filha atraente pois, além de medir apenas 1,50 m de altura, ela também estava muito aquém do ideal de beleza de sua época. No entanto, desde o primeiro jantar com o príncipe, ficou claro para a soberana e seu marido que a simpatia mútua do jovem casal ainda era a mesma de 1851. De fato, depois de apenas três dias com a família real, Frederico pediu a mão de Vicky em casamento. Apesar de satisfeitos com o pedido, Vitória e Alberto declararam que não consentiriam com o consórcio antes que sua filha completasse 17 anos.
Com a concordância de Frederico à condição imposta pela rainha Vitória, o noivado foi anunciado publicamente em 17 de maio de 1856. O projeto, porém, foi imediatamente criticado pela opinião pública britânica, que não aceitava a neutralidade prussiana durante a Guerra da Crimeia de 1853-1856. Em um artigo inflamado, o jornal The Times descreveu como a "miserável dinastia" dos Hohenzollern, cuja permanência no trono dependia unicamente da Rússia, prosseguia com uma política externa incoerente e pouco confiável. O jornal também criticou a falta de garantias políticas dadas à população pelo rei Frederico Guilherme IV durante a Revolução de Março. Na Alemanha, a reação ao anúncio do noivado não foi unânime pois, embora contasse com a oposição dos Hohenzollern e dos conservadores, a proposta de união com a coroa britânica era bem vinda nos círculos liberais.

### Preparo para o papel de princesa prussiana
O príncipe Alberto fazia parte dos "Liberais de Vormärz" e sempre apoiou o "Plano Coburgo", que defendia a ideia de uma Prússia liberal como exemplo para outros estados alemães, na tentativa alcançar a unidade em torno dos principados germânicos. Durante a estadia involuntária do príncipe Guilherme em Londres, em 1848, o príncipe consorte já havia tentado convencer seu primo Hohenzollern da necessidade de transformar a Prússia em uma monarquia constitucional nos moldes britânicos. Entretanto, o futuro imperador alemão não deu ouvidos aos argumentos de Alberto e manteve suas ideias ultra conservadoras.
Desejando fazer de sua filha um instrumento da liberalização da Alemanha, Alberto aproveitou os dois anos de noivado entre Vicky e Frederico para dar à princesa real a formação mais abrangente possível. Ele próprio ensinou história e escreveu à filha numerosos ensaios sobre os acontecimentos na Prússia. No entanto, o príncipe consorte superestimava a capacidade do movimento liberal de levar uma reforma à Alemanha num momento em que apenas uma pequena parcela da classe média e alguns círculos intelectuais partilhavam de seus ideais na Confederação Germânica. Era um papel particularmente difícil que o príncipe Alberto confiava à filha, especialmente em uma corte tão crítica como a dos Hohenzollern.

### Questões domésticas e casamento

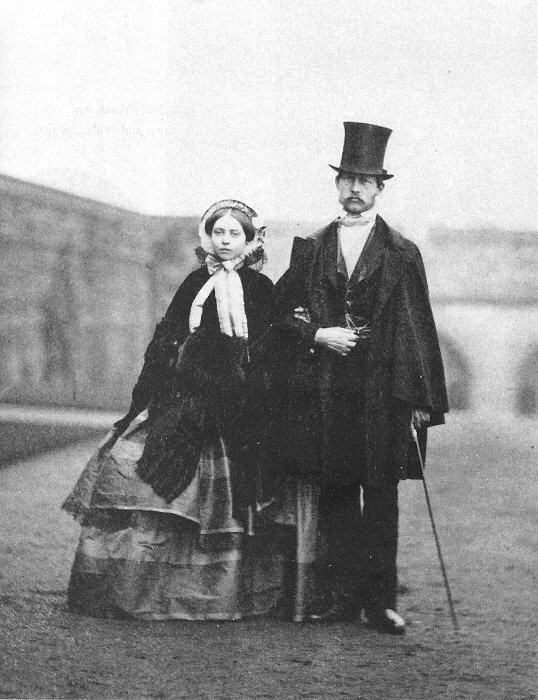
Vitória e Frederico, quatro dias após seu casamento

Para pagar o dote da princesa real, o parlamento britânico concedeu-lhe uma soma de 40.000 libras, além de uma dotação anual de 8.000 libras. Enquanto isso, em Berlim, o rei Frederico Guilherme IV concedeu ao seu sobrinho uma verba anual de apenas 9.000 táleres. A renda do herdeiro do trono da Prússia era, portanto, insuficiente para cobrir um orçamento coerente com sua posição e a de sua noiva. Consta que, ao longo de seu casamento, Vicky custeou com seu próprio dinheiro grande parte dos gastos do casal.
O séquito berlinense do casal real foi escolhido pela rainha Isabel da Prússia e pela mãe de Frederico, a princesa Augusta. Porém, as duas chamaram para ficar a serviço do casal pessoas que já haviam servido por muitos anos a corte e, portanto, eram muito mais velhas que Vicky e Frederico. O príncipe Alberto, então, solicitou aos Hohenzollern permissão para enviar à Alemanha ao menos duas damas de companhia britânicas com idades similares à da filha, mas seu pedido não foi atendido. Como compensação, Vicky recebeu duas damas de companhia de origem alemã: as condessas Walburga von Hohenthal e Marie zu Lynar 27. Alberto, todavia, conseguiu impor Ernest von Stockmar, filho de seu amigo, o conde Christian Friedrich von Stockmar, como secretário particular de sua filha.
Convencido de que a união de uma princesa britânica com o herdeiro do trono da Prússia seria considerada uma honra pelos Hohenzollern, Alberto insistiu para que sua filha pudesse manter o título de Princesa Real após seu casamento. No entanto, para a antibritânica e pró-russa corte de Berlim, a decisão do príncipe somente aumentaria a antipatia contra Vicky.
O local do casamento foi, entretanto, a questão que levantou as maiores críticas e polêmicas. Para os Hohenzollern, parecia natural que o casamento do herdeiro do trono da Prússia fosse realizado em Berlim. Mas a rainha Vitória insistiu em casar sua filha mais velha em seu país e acabou por conseguir seu intento. A união de Vicky e Frederico foi celebrada em 25 de janeiro de 1858 na Capela Real do Palácio de St. James, em Londres.

## Princesa da Prússia

### Alvo de críticas
Com a mudança de Vicky para Berlim, iniciou-se uma troca significativa de correspondências entre a princesa e seus pais. A cada semana, a jovem enviava uma carta a seu pai, comentando os acontecimentos políticos na Alemanha. A maioria dessas cartas foi preservada e hoje é uma fonte valiosa de informações sobre a corte prussiana.
As cartas também mostram o desejo da rainha Vitória em controlar cada movimento da filha. A soberana exigia que Vicky se comportasse como uma princesa britânica, mesmo em seu novo país. Porém, tal comportamento submeteu a princesa a grandes desconfortos diante dos eventos mais insignificantes. Um exemplo disso era o protocolo a ser seguido por ocasião da morte de algum parente distante de ambas as famílias reais: em Londres, observava-se um período de luto de um mês, enquanto na Prússia esse período era de apenas uma semana. Nestes casos, Vicky era obrigada a respeitar o protocolo da Casa de Hohenzollern, postura lhe rendeu críticas de sua mãe, que frisava que, como uma Princesa Real e filha da Rainha do Reino Unido da Grã-Bretanha e Irlanda, ela deveria respeitar o protocolo inglês.
Preocupado com as conseqüências que as contínuas críticas maternas poderiam causar ao equilíbrio mental de Vicky, o barão von Stockmar solicitou ao príncipe Alberto que exortasse a rainha a moderar suas exigências. Por outro lado, o barão não conseguiu impedir ou reduzir os ataques que sua protegida sofria nos círculos russófilos e anglófobos da corte de Berlim. A jovem também era alvo frequente de comentários agressivos e mordazes por parte da família de seus sogros.

### Funções oficiais

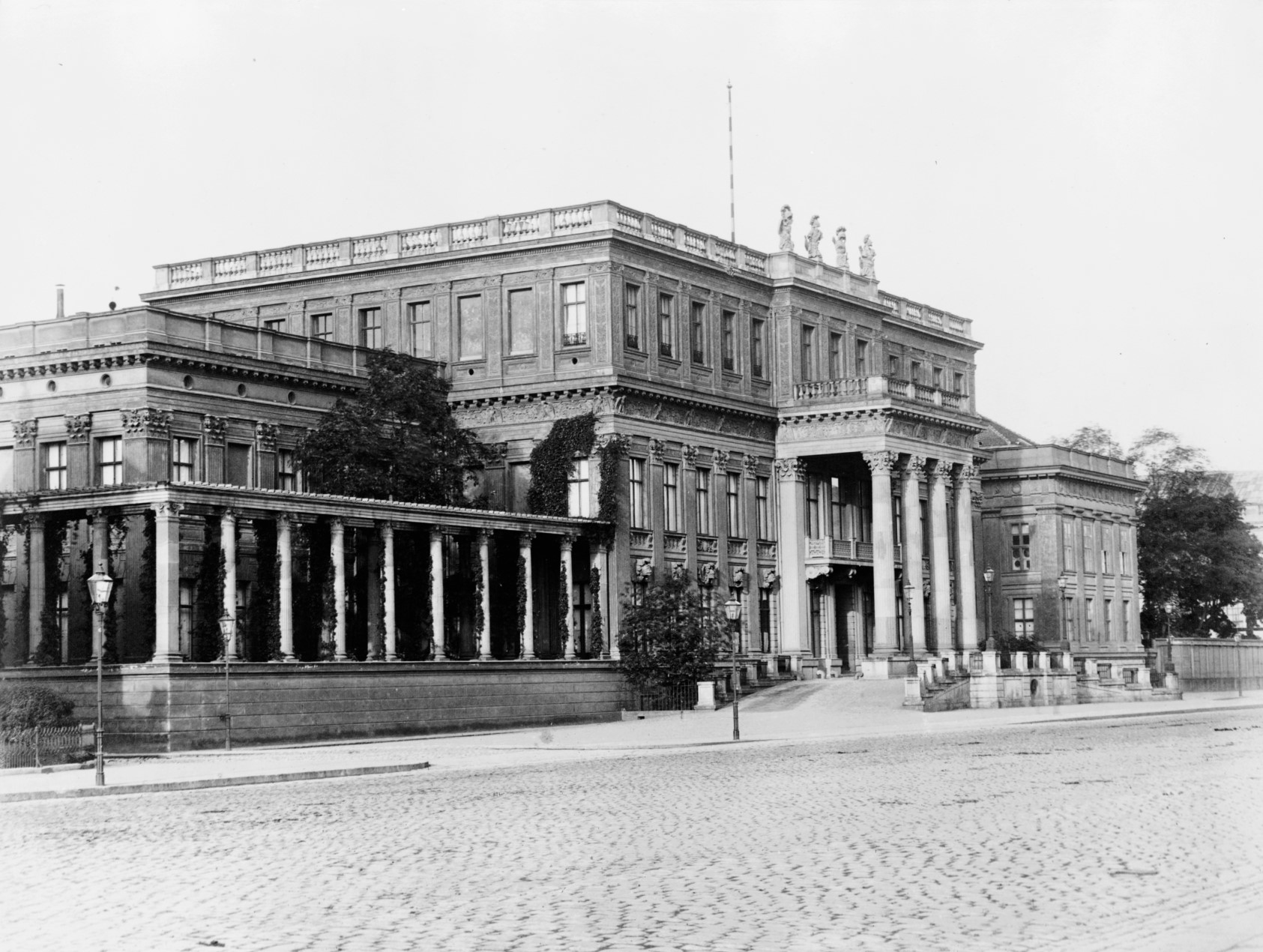
O Kronprinzenpalais ("Palácio do Príncipe Herdeiro") na segunda metade do século XIX

Com apenas 17 anos, Vicky tinha que desempenhar diversas e tediosas tarefas oficiais. Quase todas as noites ela tinha que comparecer a jantares formais, apresentações teatrais ou recepções públicas. Caso parentes estrangeiros dos Hohenzollern visitassem Berlim ou Potsdam, seus deveres protocolares tornavam-se ainda mais extensos: muitas vezes, Vicky tinha que estar às 7 horas da manhã na estação de trens para receber convidados da família real e ainda tinha que comparecer às festas oficiais após a meia-noite.
Após o casamento, Frederico Guilherme IV disponibilizou uma antiga ala do Palácio de Berlim para residência do casal. No entanto, o prédio encontrava-se em péssimo estado de conservação e não possuía nem mesmo uma banheira. Em novembro de 1858, Vicky e Frederico mudaram-se para o Kronprinzenpalais e receberam o Novo Palácio de Potsdam como residência de verão.

### O primeiro parto

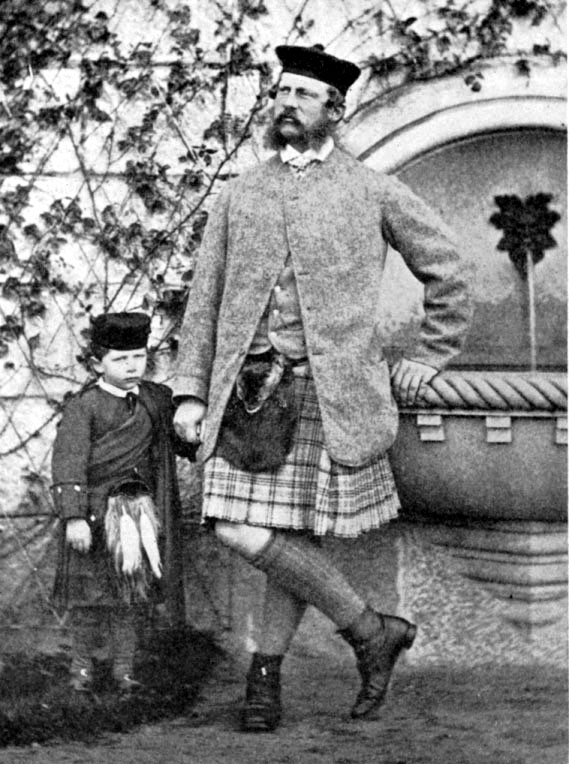
O príncipe Frederico, com seu filho Guilherme, durante uma viagem ao Castelo de Balmoral, em 1863

Pouco mais de um ano após o casamento, em 27 de janeiro de 1859, Vicky deu à luz seu primeiro filho, o futuro kaiser Guilherme II da Alemanha. O trabalho de parto foi bastante difícil, pois a criada responsável por alertar os médicos sobre o início das contrações demorou a enviar o aviso. Além disso, os ginecologistas hesitaram em examinar a princesa, que vestia somente uma camisola de flanela. Entretanto, o bebê encontrava-se em posição pélvica e a demora no parto poderia levar à morte tanto a princesa quanto seu filho.
Por fim, os médicos conseguiram salvar mãe e filho, mas a criança sofreu uma lesão nos nervos do plexo braquial, o que provocou uma paralisia em seu braço esquerdo. Com o passar do tempo, o membro desenvolveu-se de forma anormal e, na idade adulta, o braço esquerdo do príncipe era 15 cm mais curto que seu braço direito. Também especula-se que o parto dificultoso tenha provocado um quadro de sofrimento fetal, privando o futuro imperador de oxigênio por vários minutos, o que teria acarretado outras sequelas neurológicas.
Os médicos tentaram tranquilizar Vicky e Frederico, afirmando que existia a possibilidade de remissão completa das lesões do bebê. Ainda assim, o casal optou por não informar a corte britânica sobre a enfermidade de Guilherme. Contudo, as semanas se passaram e ficou claro que o braço da criança não iria se recuperar e, após quatro meses de hesitação, Vicky decidiu dar a triste notícia aos pais. Felizmente para a princesa, o nascimento de seu segundo bebê, a princesa Carlota, em 24 de julho de 1860, foi tranquilo e sem intercorrências.

## Princesa-herdeira da Prússia

### Uma situação delicada
Com a morte de Frederico Guilherme IV, em 2 de janeiro de 1861, seu irmão, que já atuava como regente desde 1858, subiu ao trono como Guilherme I. Frederico foi oficializado como Príncipe Herdeiro, mas sua situação na corte não mudou muito: seu pai recusou-se a aumentar sua dotação e Vicky continuou a contribuir significativamente com o orçamento familiar com seu dote e suas prerrogativas. Em uma carta ao Barão von Stockmar, o príncipe Alberto comentou a situação:
"Para mim, é óbvio que uma certa pessoa se opõe à independência financeira da princesa… [Ela] Não só não recebeu um centavo da Prússia, o que já é calamitoso, como ainda tem que usar seu dote, o que não é necessário. Se negam dinheiro ao pobre Príncipe Herdeiro porque ele tem uma "mulher rica", logo vão procurar empobrecê-la."
Para além das limitações financeiras, outros aborrecimentos foram impostos a Frederico e Vicky. Como herdeiro do trono, ele não podia mais realizar viagens ao exterior sem a permissão do rei. Corria o boato de que tal medida visava limitar as viagens de Vicky ao Reino Unido. Após sua ascensão ao trono, Guilherme I recebeu uma longa carta do príncipe Alberto, onde este o exortava implicitamente a seguir a constituição prussiana para servir de exemplo aos outros estados alemães. No entanto, esta carta só aumentou o ressentimento do soberano pelo príncipe consorte britânico e por Frederico e Vicky, que compartilhavam das mesmas ideias liberais.

### Entre a perda do pai e a crise política

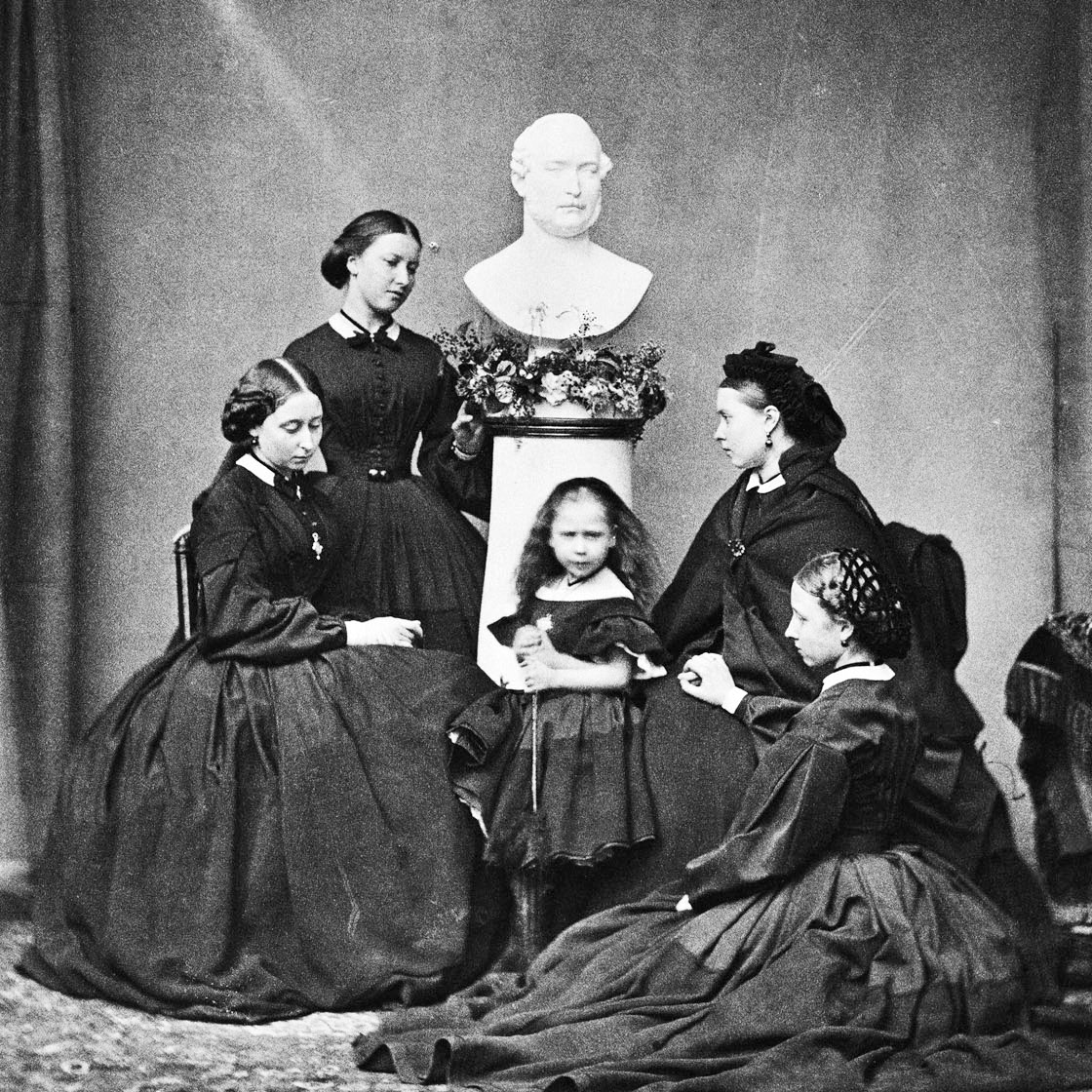
O luto das princesas britânicas. Nesta foto, datada de 1862, encontram-se as cinco filhas de Alberto e Vitória (Vicky, Alice, Beatriz, Helena e Luísa) em torno do busto do pai

Em 14 de dezembro de 1861, com apenas 42 anos, o príncipe Alberto morreu de febre tifóide. Muito próxima ao pai, Vicky ficou devastada com a notícia e seguiu para o Reino Unido com o marido para assistir aos funerais.
Logo após o evento, ocorreu a primeira grande crise do reinado de Guilherme I e Frederico e Vicky, ainda de luto, não estavam realmente preparados para enfrentá-la. O parlamento prussiano negou ao soberano as verbas necessárias para o seu plano de reorganizar o exército. Entretanto, Guilherme considerava a reforma primordial e decidiu dissolver o parlamento em 11 de março de 1862. Ao fazer isso, o monarca reavivou o chamado conflito constitucional prussiano. Num duro confronto entre a coroa e a Landtag, o rei considerou fixar um prazo para deixar o cargo.
Diante de tal perspectiva, Vicky tentou convencer seu marido a aceitar a abdicação do pai. Mas o príncipe não concordava com a esposa neste ponto e incentivou o rei a manter-se firme perante à Landtag. Para Frederico, a abdicação de um soberano após um conflito com o parlamento criaria um precedente perigoso e enfraqueceria seus sucessores. O príncipe, aliás, julgava que o apoio à renúncia do pai em seu favor representaria uma grave negligência dos seus deveres de filho.
Finalmente, Guilherme optou por não abdicar e nomeou o conde Otto von Bismarck como primeiro-ministro da Prússia em 22 de setembro. Líder do Partido Conservador, o político estava disposto a governar sem maioria parlamentar e mesmo sem o orçamento autorizado. O rei ficou satisfeito com a situação, mas sua esposa, a liberal rainha Augusta, e, especialmente, seu filho e sua nora, criticaram duramente a decisão. No entanto, Bismarck permaneceria à frente do governo prussiano e, mais tarde, do alemão até 1890, contribuindo decisivamente para o isolamento do príncipe herdeiro e de sua esposa.

### O isolamento crescente
Com a eclosão do conflito constitucional prussiano, a oposição entre liberais e conservadores em Berlim teve seu auge. Suspeitos de apoiar os parlamentares contra Guilherme I, o príncipe herdeiro e sua esposa foram objeto das mais pesadas críticas. A viagem que o casal fez ao Mediterrâneo, em outubro de 1862, a bordo do iate da rainha Vitória, serviu de pretexto para os conservadores acusarem Frederico de abandonar o pai num momento de grave tensão política. Eles também ressaltaram o fato do príncipe viajar a bordo de uma embarcação estrangeira escoltada por um navio de guerra inglês.
Logo após o anúncio do noivado do príncipe de Gales com a princesa Alexandra da Dinamarca, filha do futuro Cristiano IX e representante de um estado rival da Prússia, a posição de Vicky na corte de Berlim ficou ainda mais enfraquecida. Para a opinião pública alemã, a princesa teria sido responsável por incentivar essa união entre a Dinamarca e o Reino Unido.
Frederico gerou mais um incidente ao criticar abertamente a política de seu pai e de Bismarck. Durante visita oficial a Danzig, o herdeiro do trono rejeitou publicamente uma ordem emitida pelo primeiro-ministro em 1 de junho de 1863, que permitia às autoridades prussianas proibirem a publicação de um jornal cujo conteúdo foi considerado inadequado. Enfurecido com o discurso do filho, Guilherme acusou-o de desobediência e ameaçou suspendê-lo de suas funções no exército e até mesmo excluí-lo da sucessão ao trono. Aos círculos conservadores de Berlim, que exigiam uma punição exemplar, juntaram-se as vozes do príncipe Carlos (irmão mais novo do rei) e do general Edwin von Manteuffel, que acreditavam que Frederico deveria ser submetido à corte marcial.
Naturalmente, Vicky não ficou imune às críticas dos conservadores neste caso. Pelo contrário, muitos suspeitavam que era ela quem estava por trás do discurso do príncipe herdeiro em Danzig.
Severamente criticado na Alemanha, o casal, por outro lado, teve seu comportamento elogiado na Grã-Bretanha. O Times escreveu: "É difícil imaginar um papel mais desafiador que o do príncipe herdeiro e de sua esposa, que se encontram sem um conselheiro, entre um monarca teimoso, um gabinete impetuoso e a população indignada."
O apoio do jornal britânico transformou-se em nova fonte de problemas para o casal. O artigo publicou detalhes cotidianos que sugeriam que a princesa tivesse revelado informações confidenciais à imprensa. Um inquérito contra ela foi aberto em Berlim e, sob pressão das autoridades, o secretário particular de Vicky, barão von Stockmar, terminou por renunciar ao cargo.

### A Guerra dos Ducados

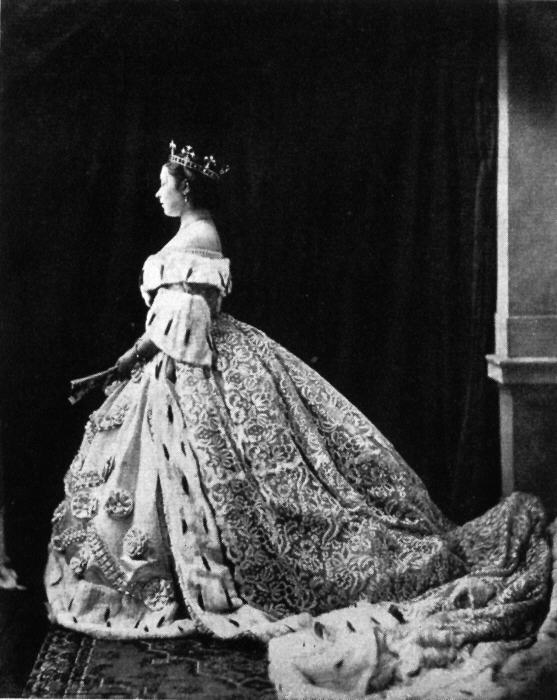
Vitória durante a coroação de Guilherme I, em 1865

No cenário internacional, o primeiro-ministro Bismarck tentava conseguir a unidade alemã em torno da Prússia. Seus planos consistiam em cessar a influência austríaca na Confederação Germânica e impor a hegemonia prussiana na Alemanha. Fiel aos seus objetivos, Bismarck levou a Prússia à chamada Guerra dos Ducados contra a Dinamarca, em 1864. Porém, o primeiro-ministro ainda contou com o apoio austríaco no conflito.
Apesar das ligações do príncipe de Gales com Copenhague, o governo britânico recusou-se a intervir na guerra entre a Confederação Germânica e a Dinamarca. Ainda assim, o evento teve um certo impacto na vida da família real, que se encontrava profundamente dividida pelo conflito. Além disso, em Berlim, muitos suspeitavam que Vicky não se alegrava com os sucessos militares da Prússia contra o país de sua cunhada Alexandra.
A despeito das críticas e da desconfiança, Vicky apoiava as tropas alemãs. A exemplo de Florence Nightingale, que havia contribuído para melhoria dos cuidados médicos aos soldados britânicos durante a Guerra da Crimeia, a princesa estava empenhada em também socorrer os soldados feridos. Durante as comemorações do aniversário de Guilherme I, Vicky lançou com o marido, um fundo social para as famílias de soldados mortos ou gravemente feridos.
Durante a guerra, Frederico alistou-se no exército prussiano e tomou parte dos combates sob as ordens do marechal-de-campo Friedrich von Wrangel, distinguindo-se pela bravura na Batalha de Dybbøl, que marcou a derrota dinamarquesa frente à coalizão austro-prussiana. Satisfeita com a vitória alemã, Vicky esperava que o sucesso militar de seu marido pudesse contagiar a população a ponto de não mais lamentarem que ela era a consorte do herdeiro do trono. Em uma carta a Frederico, ela queixou-se das críticas constantes e do fato de ser considerada excessivamente inglesa na Prússia e excessivamente prussiana na Grã-Bretanha.
Com a vitória final sobre a Dinamarca, o Tratado de Viena, de 30 de outubro de 1864, definiu que os ducados de Schleswig, de Holstein e de Lauenburg deveriam ser administrados por uma junta austro-prussiana. Entretanto,  esta nova divisão logo tornou-se fonte de conflito entre Viena e Berlim.

### A Guerra Austro-prussiana
Após a Guerra dos Ducados a Alemanha viveu um curto período de paz. A Convenção de Gastein, assinada pelos dois vencedores em 14 de agosto de 1865, colocava a antiga província dinamarquesa sob controle austro-prussiano e cada país ocupou uma parte dos ducados. No entanto, divergências de opinião sobre a administração das províncias desencadearam rapidamente um conflito entre os antigos aliados. Em 9 de junho de 1866, a Prússia ocupou Holstein, que era administrado pela Áustria. Em retaliação, Viena solicitou à Dieta de Frankfurt uma mobilização geral dos estados germânicos contra a Prússia, o que aconteceu em 14 de junho.
Considerando a decisão ilegal, Berlim proclamou a dissolução da Confederação Germânica e invadiu a Saxônia, Hanôver e Hesse-Cassel. Durante a Batalha de Sadowa, em que o príncipe Frederico teve um papel decisivo, a Áustria sofreu uma pesada derrota e terminou por capitular. Finalmente, com o Tratado de Praga de 1866, Viena retirou-se da união alemã. Eslésvico-Holsácia, Hanôver, Hesse-Kassel, o Ducado de Nassau e a cidade de Frankfurt foram anexados pela Prússia.
Logo após a vitória da Prússia em Sadowa, Bismarck solicitou ao parlamento verbas suplementares para o exército, levantando uma nova polêmica entre os parlamentares liberais. Frederico recebeu com satisfação a criação da Confederação da Alemanha do Norte, que uniria a Prússia a alguns principados germânicos, pois via nesse novo contexto o primeiro passo para a unificação alemã. No entanto, a Confederação estava longe de atingir os ideais liberais do príncipe. Apesar de ter sido eleito democraticamente, o Reichstag não possuía as mesmas competências nem os mesmos poderes de um parlamento. Além disso, os soberanos locais, que tinham interesse em mater suas prerrogativas, e a nova constituição alemã dão muitos poderes ao agora chanceler Otto von Bismarck. Menos entusiasmada que seu marido, Vicky via na Confederação do Norte da Alemanha apenas uma extensão do sistema político prussiano que ela odiava. Apesar disso, a princesa mantinha as esperanças de que aquela situação fosse temporária e pudesse resultar na criação de uma Alemanha unida e liberal.

### Vida familiar

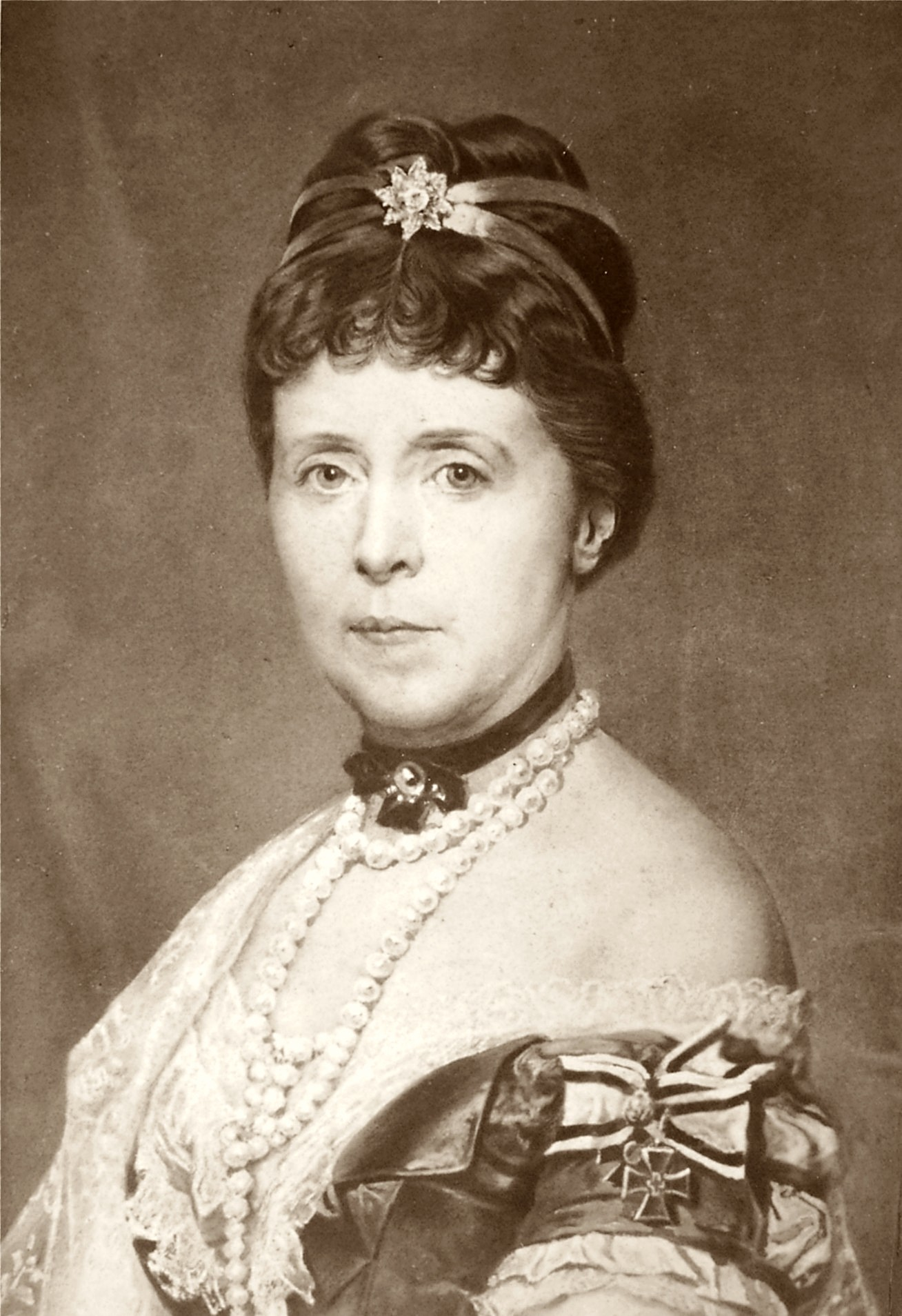
Augusta de Saxe-Weimar, sogra de Vitória

Durante a Guerra Austro-Prussiana, um triste golpe abalou profundamente Vicky e Frederico. Segismundo, o quarto filho do casal real, morreu de meningite com pouco menos de dois anos de idade, alguns dias antes da batalha de Sadowa. O acontecimento fragilizou a princesa, que não encontrou consolo nem em sua mãe nem em seus sogros. A rainha Augusta exigiu que, ao invés de sentir pena de si mesma, a nora retomasse rapidamente suas funções oficiais. Já a rainha Vitória, que vivia em luto pelo príncipe Alberto, não entendia os sentimentos da filha e considerava a perda de uma criança muito menos grave que a de um cônjuge.
Com a paz restaurada na Alemanha, o príncipe herdeiro era constantemente enviado ao exterior para representar a corte de Berlim. Nessas viagens, Vicky raramente acompanhava o marido porque, com a escassa dotação e as dificuldades financeiras do casal, eles procuravam limitar ao máximo suas despesas. Com efeito, a princesa também estava preocupada em dedicar grande parte de seu tempo aos filhos. Apesar da morte de Sigismundo, a família real continuou crescendo com a chegada de quatro novas crianças entre 1866 e 1872. Enquanto os filhos mais velhos do casal (Guilherme, Carlota e Henrique) foram deixados aos cuidados de governantas, os mais novos (Segismundo, Vitória, Waldemar, Sofia e Margarida) foram criados pessoalmente por Vicky, o que gerou uma forte oposição tanto de sua mãe quanto de sua sogra.
Em Berlim, a posição de Vicky ainda era difícil e suas relações com a rainha Augusta, que também tinha ideias progressistas, continuavam tensas. Os gestos mais inofensivos da princesa eram pretexto para as mais pesadas críticas por parte da soberana como, por exemplo, quando optou por utilizar um carro puxado por dois cavalos ao invés da tradicional carruagem puxada por quatro cavalos. A oposição entre as duas mulheres chegou a tal ponto que a rainha Vitória teve que interceder pela filha junto a Guilherme I.

### A Guerra Franco-prussiana
Em 19 de julho de 1870 teve início a Guerra Franco-prussiana, que levou à queda do Segundo Império Francês. Como nos conflitos anteriores contra a Dinamarca e Áustria, Frederico participou ativamente da luta contra os franceses. À frente do 3.º Exército Alemão, ele teve um papel decisivo nas batalhas de Frœschwiller-Wœrth e de Wissembourg, destacando-se também na Batalha de Sedan, durante o Cerco de Paris. Enciumado pelo sucesso militar do herdeiro do trono, Bismarck procurou minar seu prestígio. O chanceler aproveitou-se da chegada tardia do 3.º Exército a Paris para acusar Frederico de proteger a França por pressão de sua mãe e de sua esposa. Durante um jantar oficial, Bismarck acusou a rainha e a princesa de serem ardentemente francófilas, incidente que rapidamente chegou aos jornais.
O empenho de Vicky em favor dos soldados feridos não ganhava nenhuma repercussão na imprensa alemã. Em Hamburgo, a princesa mandou construir um hospital militar às suas próprias custas, além de visitar os feridos de guerra em Wiesbaden, Biberach, Bingen, Bingerbrück, Rüdesheim e Mogúncia. Porém, ao fazer isso, Vicky foi acusada de executar tarefas normalmente atribuídas à rainha, provocando a ira de seus sogros. Por fim, Guilherme I ordenou à nora que parasse com o seu "teatro de caridade" e voltasse a Berlim para representar a família real.

## Princesa-herdeira da Alemanha

### Proclamação do Império Alemão

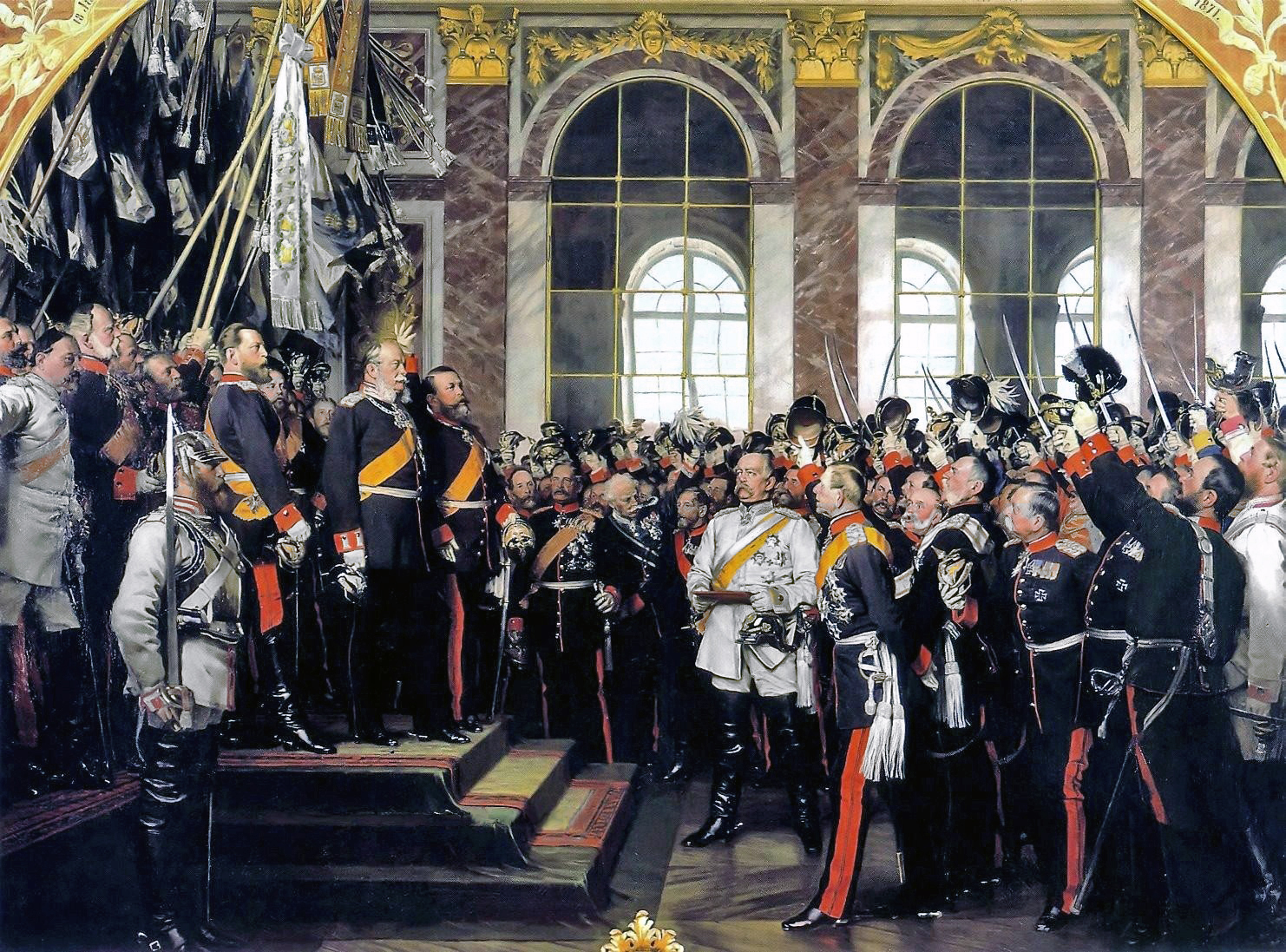
Proclamação do Império Alemão no Salão dos Espelhos de Versalhes, por Anton von Werner (1885). Bismarck está posicionado ao centro da imagem, de uniforme branco; à esquerda de Guilherme I encontra-se seu genro, Frederico I de Baden, e à sua direita está seu filho, Frederico

Em 18 de janeiro de 1871, no aniversário de 170 anos da ascensão dos Hohenzollern à dignidade real, os príncipes da Confederação da Alemanha do Norte e os do sul da Alemanha (Baviera, Baden, Württemberg e Hessen-Darmstadt) proclamaram Guilherme I como imperador no Salão dos Espelhos do Palácio de Versalhes, unindo simbolicamente seus estados ao novo Império Alemão.  Frederico tornou-se príncipe herdeiro da Alemanha, enquanto Bismarck foi nomeado chanceler imperial.
Posteriormente, os estados católicos do sul da Alemanha, que anteriormente eram vinculados à Prússia por uma aliança aduaneira, foram formalmente incorporados à Alemanha unificada pelos tratados de Versalhes (26 de fevereiro de 1871) e Frankfurt (10 de maio de 1871).

### Uma princesa ilustrada
Nomeado marechal-de-campo em virtude de seu notável desempenho militar nas guerras da década de 1860, Frederico, no entanto, não recebeu nenhum outro comando após a Guerra Franco-prussiana. Na verdade, o kaiser não confiava em seu próprio filho e tentou afastá-lo dos assuntos de Estado devido às suas ideias "muito inglesas". O príncipe herdeiro foi nomeado curador dos museus reais, tarefa que, de certa forma, entusiasmou sua esposa. Seguindo os conselhos de seu pai, Vicky havia continuado sua formação intelectual após sua mudança para a Alemanha: lia Goethe, Lessing, Heine e John Stuart Mill e frequentava círculos intelectuais com o marido. O escritor Gustav Freytag era amigo íntimo do casal real e Gustav zu Putlitz  foi nomeado camarista de Frederico por algum tempo. Apesar da indignação de sua mãe, Vicky também interessava-se pela Teoria da Evolução de Darwin e pelas ideias do geólogo britânico Lyell. Ansiosa por compreender os princípios do socialismo, ela também leu Karl Marx e incentivou o marido a frequentar o salão da condessa Marie von Schleinitz, local conhecido por reunir os opositores de Bismarck.
Ao contrário de muitos de seus contemporâneos, Vicky e Frederico rejeitavam o antissemitismo. Em carta à sua mãe, a princesa criticou severamente o ensaio "Das Judenthum in der Musik" ("O Judaísmo na Música"), de Richard Wagner, que ela considerou ridículo e injusto. Quanto a Frederico, ele não hesitou em mostrar-se nas sinagogas quando ocorreram manifestações de ódio contra os judeus na Alemanha, especialmente no início de 1880. No Kronprinzenpalais e no Novo Palácio de Potsdam, o casal real recebeu muitos plebeus, incluindo personalidades judaicas, o que, inevitavelmente, gerou a desaprovação do kaiser e da corte. Entre seus convidados estavam o médico Hermann von Helmholtz, o patologista Rudolf Virchow, o filósofo Eduard Zeller e o historiador Hans Delbrück.
Amante da arte, Vicky também apreciava a pintura e chegou a receber aulas de Anton von Werner e Heinrich von Angeli. A princesa também apoiava a educação e foi patronesse da associação fundada por Wilhelm Adolf Lette em 1866, que visava melhorar a formação feminina. Desde 1877, Vicky fundou escolas para meninas ("Victoriaschule für Mädchen"), dirigidas  por professores britânicos, além das escolas de enfermagem ("Victoriahaus zur Krankenpflege") baseadas no modelo inglês.

### Mãe de uma grande família

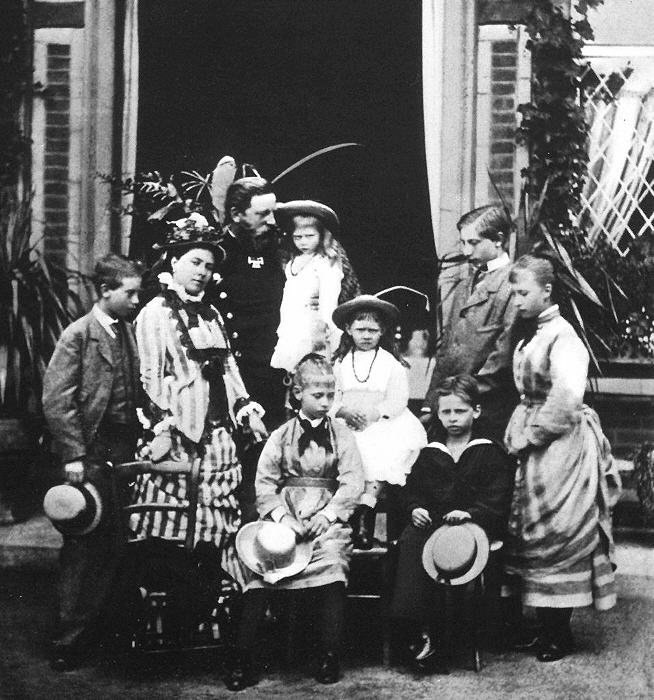
Vicky, Frederico e seus filhos, em 1875

Desde o seu nascimento, o filho mais velho de Vicky passou por diversos tratamentos para curar seu braço atrofiado. Métodos bizarros, como os chamados "banhos animais", em que seu braço era mergulhado em vísceras de lebres ainda quentes, eram tentados regularmente. Guilherme também foi submetido a sessões de eletrochoque, na tentativa de reativar os nervos que passavam do braço esquerdo para o pescoço e, assim, impedir que ele ficasse com a cabeça inclinada para o lado.
Para Vicky, a deficiência do filho era uma fonte de vergonha. Suas cartas e seu diário mostram o quanto ela ficava constrangida diante de seu braço atrofiado, sentindo-se culpada por ter dado à luz uma criança deficiente. Por ocasião de uma visita a seus pais, em 1860, a princesa escreveu sobre o mais velho: "É realmente esperto para sua idade — se ao menos ele não tivesse este desafortunado braço, eu seria tão orgulhosa."
De acordo com Sigmund Freud, por ser incapaz de aceitar a enfermidade do filho, Vicky acabou afastando-se do primogênito, o que teria causado um grave impacto sobre o comportamento de Guilherme II. No entanto, outros autores, como o historiador Wolfgang J. Mommsen, insistem em afirmar que a princesa era amorosa com seus filhos. Segundo Mommsen, a princesa planejava para seus filhos a imagem idealizada de seu próprio pai e tentou seguir, tanto quanto possível, os preceitos educacionais do falecido príncipe Alberto. Em 1863, Vicky e Frederico adquiriram uma casa de campo em Bornstedt, para que seus filhos pudessem crescer num ambiente semelhante ao da Osborne House. Porém, a influência dela sobre sua prole teve uma importante limitação: como todos os Hohenzollern, seus filhos receberam treinamento militar desde muito cedo e a princesa temia que este tipo de educação pudesse minar seus próprios valores.

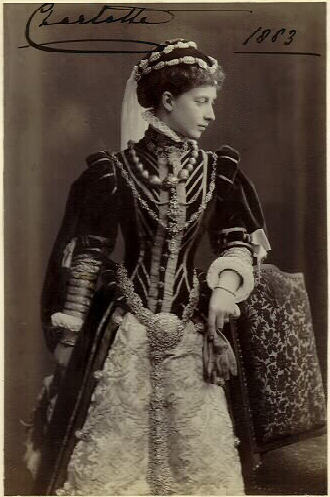
A Princesa Carlota, em 1883

Dispostos a dar filhos a melhor educação possível, Vicky e seu marido confiaram a tarefa ao brilhante, mas severo filólogo calvinista Georges Ernest Hinzpeter. Com fama de liberal, Hinzpeter na realidade era um conservador convicto que submeteu Guilherme e Henrique a uma educação rigorosa e puritana, jamais acompanhada de elogios ou incentivos. Para completar sua formação, os dois príncipes foram enviados para um colégio em Kassel, apesar da oposição do rei e da corte. Finalmente, Guilherme foi matriculado na Universidade de Bonn, enquanto seu irmão mais novo, que não demonstrava um real pendor intelectual, foi enviado para a Marinha Alemã aos 16 anos de idade. Por fim, a educação que os meninos receberam não permitiu que eles desenvolvessem personalidades abertas e liberais, como pretendiam seus pais.
Enquanto seus dois filhos mais velhos chegavam à idade adulta, Vicky sofreu outro golpe com a morte do pequeno Waldemar, vitimado pela difteria com apenas 11 anos de idade. Sem jamais ter se recuperado da morte de Segismundo, a princesa ficou devastada com a perda de outro filho, especialmente por ele ter morrido pela mesma doença que já havia matado sua irmã, a princesa Alice, e sua sobrinha, a princesa Maria,  alguns meses antes. Vicky, no entanto, teve que manter seu sofrimento em segredo porque, com exceção de seu marido, nenhum outro familiar estava disposto a confortá-la.
Se o filhos varões eram fonte de grandes preocupações, as filhas da princesa não costumavam causar-lhe problemas. A única exceção era Carlota, a mais velha das princesas. Menina com crescimento lento e educação difícil, ela era regularmente acometida por acessos de raiva durante a infância. Ao crescer, sua saúde tornou-se delicada e, além da personalidade caprichosa, também revelou um humor um tanto quanto irritável. Hoje, vários historiadores (incluindo John Röhl, Martin Warren Martin e David Hunt) defendem a tese de que Carlota sofria de porfiria, como seu ancestral materno, o rei Jorge III do Reino Unido. Isso poderia explicar os problemas gastro-intestinais, as enxaquecas e as crises nervosas que atormentavam a princesa. Os mesmos historiadores acreditam que as dores de cabeça e as erupções cutâneas que Vicky tratava com doses de morfina também fossem consequências da porfiria, mas numa forma mais branda do que a sofrida por Carlota.

### Negociações matrimoniais: fonte de conflitos
À medida que seus filhos cresciam, Vicky começou a procurar pretendentes para eles. Em 1878, Carlota casou-se com o príncipe Bernardo, herdeiro do trono de Saxe-Meiningen, evento que encantou a corte de Berlim. Três anos depois, Vicky entrou em negociações para casar Guilherme com a princesa Augusta Vitória de Eslésvico-Holsácia-Sonderburg-Augustenburg, provocando indignação nos círculos alemães conservadores. O chanceler Bismarck criticou o projeto em virtude da princesa pertencer à família que foi destronada pela Prússia com a anexação dos ducados de Schleswig e Holstein, em 1864. Quanto aos Hohenzollern, não consideravam os Eslésvico-Holsácia como seus pares nem acreditavam que Augusta Vitória estivesse à altura do herdeiro do Império Alemão. Após vários meses de negociação, Vicky conseguiu seu intento, mas acabou por desapontar-se com a nora quando constatou que esta não possuía a personalidade liberal que esperava.
Vicky, entretanto, não teve tanta sorte com seus planos de casamento para sua filha Vitória. No início dos anos 1880, a jovem apaixonou-se pelo príncipe Alexandre I da Bulgária e sua mãe tentou obter autorização do kaiser para o consórcio. Apesar de ocupar um trono, o príncipe era fruto de uma união morganática, o que o colocava em posição de inferioridade frente à orgulhosa Casa de Hohenzollern. Além disso, a política de Alexandre para o principado balcânico desagradava fortemente a Rússia, tradicional aliada da Prússia. Bismarck, temia que um casamento entre uma princesa alemã e um inimigo do czar Alexandre II da Rússia representasse um duro golpe para a Liga dos Três Imperadores, ou seja, à aliança austro-germano-russa. O chanceler, portanto, obteve a desaprovação de Guilherme I à união, para a consternação de Vicky e Frederico.
Este novo conflito entre pai e filho levou o kaiser a substituir Frederico pelo príncipe Guilherme nas cerimônias oficiais e nos grandes eventos públicos. Em várias ocasiões, era o neto de Guilherme I quem representava a corte de Berlim no exterior.

## Imperatriz-consorte da Alemanha

### A agonia de Guilherme I e a doença de Frederico

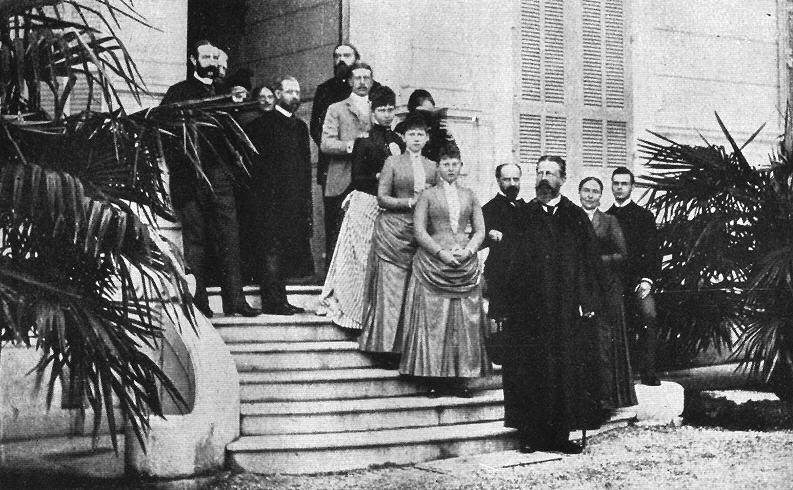
Frederico com sua família em San Remo, durante seu tratamento, em 1887

Em 1887, após celebrar seus noventa anos de idade, a saúde de Guilherme I declinou rapidamente, indicando que a sucessão do trono estava próxima. No entanto, o príncipe herdeiro também adoeceu. Cada vez mais rouco, Frederico recebeu de seus médicos o diagnóstico de câncer de laringe. Para confirmar as suspeitas, o príncipe foi examinado pelo médico britânico Morell Mackenzie que, após uma biopsia, não encontrou sinais da doença.
Liberado por seus médicos, Frederico foi com a esposa à Inglaterra para o jubileu de ouro da rainha Vitória, em junho de 1887. Nessa viagem, o casal real transferiu secretamente ao Castelo de Windsor três caixas cheias de documentos pessoais que eles desejavam manter longe dos olhos de Bismarck e dos Hohenzollern. Sempre disposto a comprometer o herdeiro do trono, o chanceler Imperial prosseguia com suas intrigas contra Vicky. Com a ajuda de Hugo von Radolinski e  Götz de Seckendorff, ele tentou elaborar um último relatório contra a princesa.
Como a saúde do príncipe herdeiro não melhorasse, Mackenzie aconselhou-o a ir para a Itália a fim de submeter-se a um tratamento. Frederico e Vicky partiram para San Remo em setembro de 1887, causando indignação em Berlim pois, apesar da  contínua deterioração do estado de saúde do kaiser, o casal não retornara à capital. No início de novembro, Frederico perdeu a fala e os médicos alemães foram convocados a San Remo para realizar novos exames. Finalmente, foi diagnosticado um tumor maligno e a única conduta possível seria a ablação da laringe, mas o príncipe herdeiro recusou-se a fazer a cirurgia. Vicky apoiou o marido em sua decisão, gerando um sério desentendimento com seu filho mais velho, que havia acabado de chegar à Itália e a acusava de estar feliz com a doença de Frederico.
Em Berlim, a agonia de Guilherme I estendeu-se por vários meses até que, em 9 de março de 1888, o primeiro kaiser alemão deixou de existir. Ainda em San Remo, completamente mudo, seu filho sucedeu-o como Rei da Prússia e Kaiser da Alemanha sob o nome de Frederico III.

### Imperatriz por 99 dias
Assim que tornou-se kaiser, Frederico III condecorou sua esposa com a Ordem da Águia Negra, a maior honraria da Prússia. Entretanto, com seu regresso a Berlim, a nova Imperatriz logo percebeu que ela e seu marido pareciam "sombras prestes a serem substituídas por Guilherme."
Gravemente doente, Frederico III limitava suas ações políticas a algumas medidas simbólicas, como declarar anistia a todos os presos políticos e demitir o reacionário ministro do Interior, Robert von Puttkamer. Ele também condecorou com a Ordem da Águia Negra diversas pessoas que o apoiaram e aconselharam quando ainda era príncipe herdeiro, como o ministro da Justiça, Heinrich von Friedberg, e o presidente do parlamento de Frankfurt, Eduard von Simson.
Vicky ainda tentou usar de sua nova condição de imperatriz para promover o casamento de sua filha Vitória com o príncipe Alexandre I da Bulgária (arquivado desde 1886). Mas, diante das dificuldades levantadas pelo projeto, ela mesma aconselhou a filha a desistir do consórcio.

### A morte de Frederico III e suas consequências

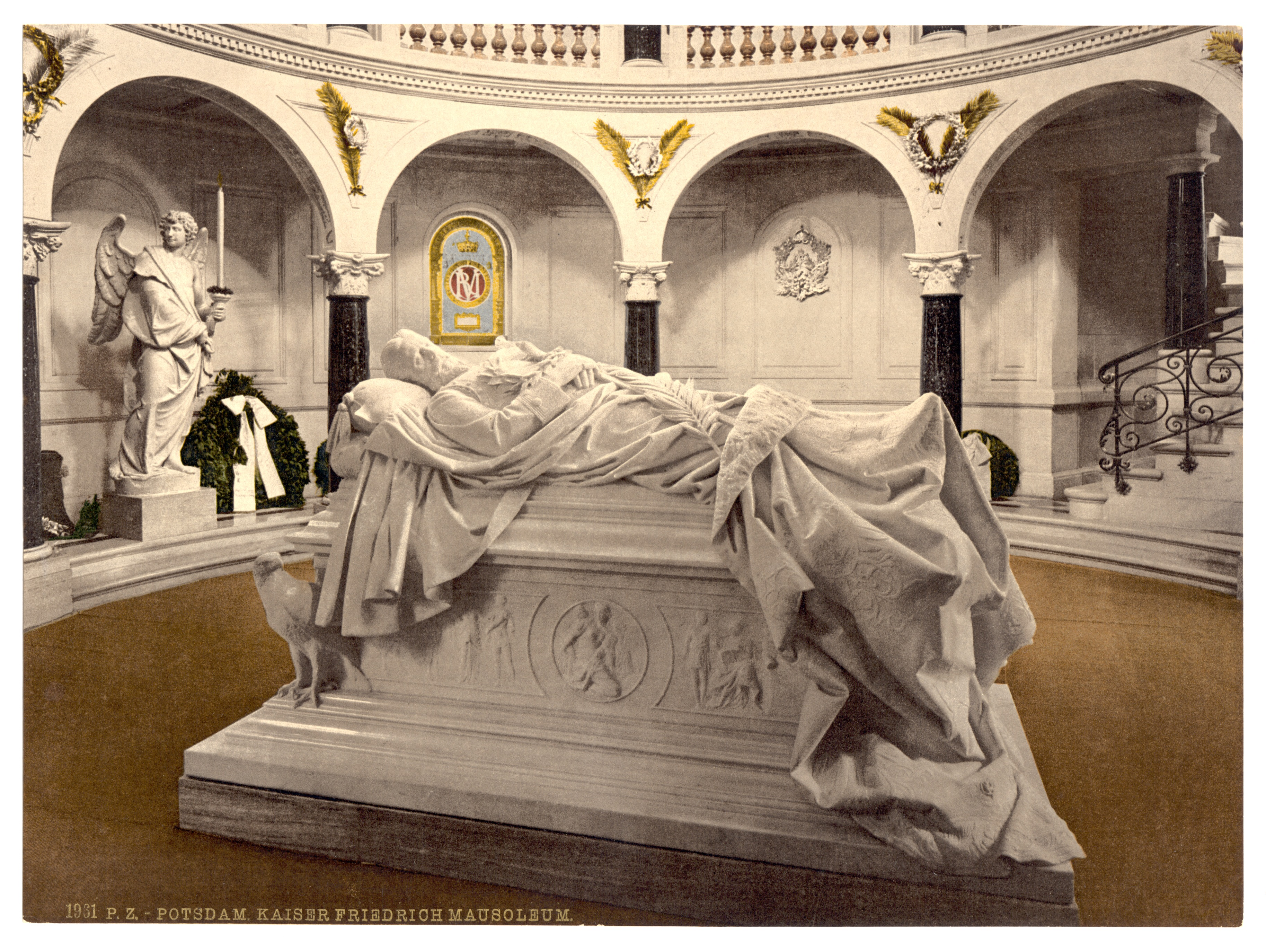
Túmulo de Frederico III na Friedenskirche, em Potsdam

Frederico III morreu por volta das 11 horas da manhã de 15 de junho de 1888. Mal a morte do soberano foi anunciada, seu filho e sucessor, o kaiser Guilherme II, ordenou a ocupação da residência imperial por soldados. Os apartamentos de Frederico e Vicky foram então cuidadosamente revistados a procura de documentos comprometedores. No entanto, a busca foi infrutífera, pois toda a correspondência do casal havia sido transferida ao Castelo de Windsor no ano anterior. Vários anos depois, Guilherme II afirmaria que o objetivo dessas investigações era encontrar documentos de estado. Atualmente, porém, muitos historiadores (como Hannah Pakula e Franz Herre) sustentam que o novo soberano pretendia, na verdade, recuperar documentos que pudessem ameaçar sua reputação.
Os funerais de Frederico III aconteceram poucos dias depois, em Potsdam, sem grandes eventos públicos. Vicky, agora imperatriz-viúva, não compareceu à cerimônia na Friedenskirche, no Palácio de Sanssouci, mas assistiu a um culto em memória do marido na propriedade real de Bornstedt.
Nas semanas que se seguiram, Guilherme II realizou um verdadeiro expurgo em todas as instituições e pessoas próximas a Frederico e Vicky. Os restos mortais do jurista Franz von Roggenbach foram exumados, enquanto a viúva de Ernest von Stockmar, o ex-secretário particular de Vicky, foi interrogada pela polícia. Friedrich Heinrich Geffcken, conselheiro de longa data de Frederico, foi julgado por alta traição após publicar trechos do diário do soberano morto. Finalmente, Heinrich von Friedberg foi demitido de seu cargo de ministro da Justiça.

## Imperatriz-viúva

### A procura por uma nova residência

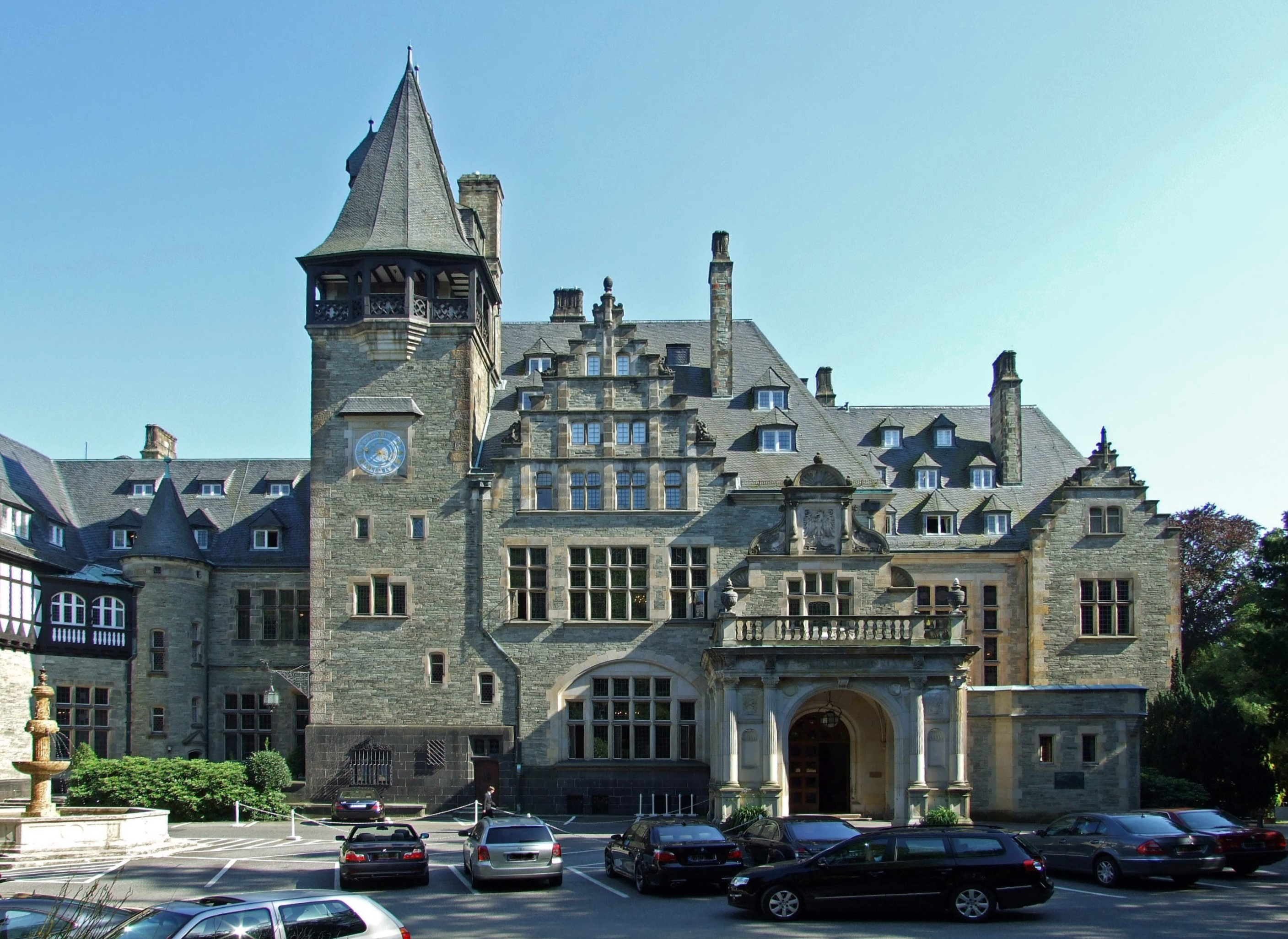
O Schloss Friedrichshof nos dias atuais

Com a viuvez, Vicky teve que deixar o Novo Palácio de Potsdam para que Guilherme II pudesse se instalar. Impossibilitada de estabelecer-se no Palácio de Sanssouci, ela adquiriu uma propriedade em Kronberg im Taunus, no antigo eleitorado de Hesse-Cassel. Lá, Vicky construiu um castelo, que recebeu o nome de Friedrichshof em homenagem ao seu marido. Tendo herdado vários milhões de marcos da riquíssima duquesa de Galliera, a imperatriz-viúva pôde financiar a construção e expansão do castelo. Com a conclusão das obras, em 1894, ela passava a maior parte do ano na propriedade com suas filhas mais jovens, de onde só saía durante viagens ao exterior. Para o desgosto do kaiser, que preferia que ela deixasse a Alemanha, Vicky formou sua própria corte e mantinha vínculos muito estreitos com os círculos liberais.

### Uma Imperatriz cada vez mais solitária
Em outubro de 1889, a princesa Sofia, penúltima filha Vicky, casou-se com o futuro Constantino I da Grécia, deixando a residência materna. No ano seguinte, a princesa Vitória, infeliz ex-pretendente do soberano da Bulgária, casou-se com Adolfo de Schaumburg-Lippe, futuro regente do Principado de Lippe. Finalmente, em 1893, a princesa Margarida casou-se com Frederico Carlos de Hesse, eleito em 1918 para o trono do efêmero Reino da Finlândia. Embora satisfeita com estes consórcios, a imperatriz-viúva sentia-se cada vez mais isolada após a partida das filhas.
De fato, Vicky fora completamente afastada da vida pública por Guilherme II. Com a morte de sua sogra, a imperatriz-viúva Augusta, em 1890, Vicky teve esperanças de sucedê-la à frente da Cruz Vermelha Alemã e da Vaterländischer Frauenverein ("Associação das Mulheres Patriotas"). No entanto, foi sua nora, a imperatriz Augusta Vitória, quem assumiu a presidência das entidades, deixando Vicky em profunda amargura.
A imperatriz-viúva não hesitou em criticar duramente as políticas e o comportamento do seu filho. Quando ele escreveu no livro de visitas da cidade de Munique as palavras "Suprema lex regis voluntas" ("A vontade do rei é a lei suprema"), ela escreveu, indignada , à sua mãe:
"O czar, um papa infalível, um Bourbon ou o nosso pobre Carlos I poderiam ter pronunciado tal frase, mas um monarca do século XIX! Meu Deus, acho que […] o filho de Fritz e o neto do meu querido pai tomou essa direção e mal compreende os princípios com os quais ainda é possível governar!"

### Últimos anos

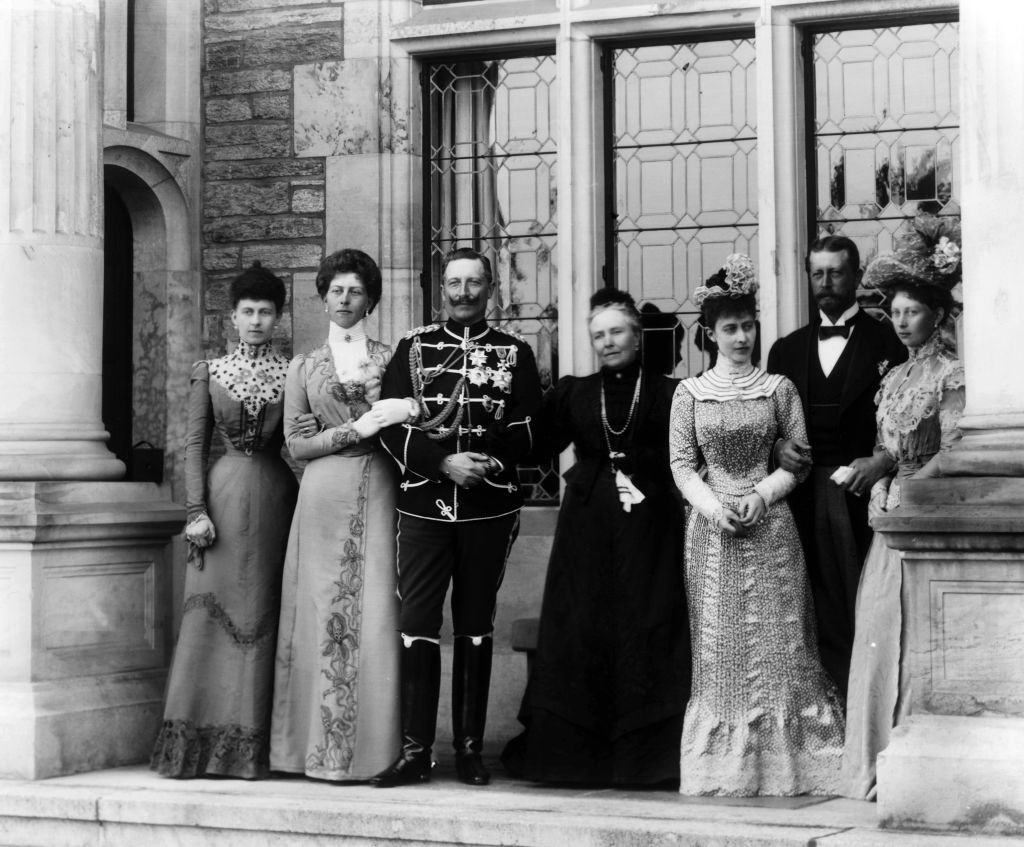
A Imperatriz-viúva com seus filhos em 1900, um ano antes de sua morte

Vicky dedicou seus últimos anos à pintura e frequentava a colônia de artistas de Kronberg, onde encontrava-se regularmente com o pintor Norbert Schroeder. Seus dias eram preenchidos com um passeio pela manhã e longas horas escrevendo suas cartas ou lendo na biblioteca de seu castelo.
No final de 1898, os médicos diagnosticaram um câncer de mama em Vicky, obrigando-a a permanecer acamada por longos períodos. Em 23 de fevereiro de 1901, ela confiou a Frederick Ponsonby, secretário particular de seu irmão, o rei  Eduardo VII, seus documentos pessoais, encarregando-o de levá-los de volta à Inglaterra. A Imperatriz morreu em 5 de agosto de 1901, poucos meses depois de sua mãe, a rainha Vitória.
Seu corpo foi sepultado ao lado de Frederico III, na Cripta Real da Friedenskirche.

## Títulos e honrarias
- 21 de novembro de 1840 – 19 de janeiro de 1841: Sua Alteza Real, a Princesa Vitória
- 19 de janeiro de 1841 – 25 de janeiro de 1858: Sua Alteza Real, a Princesa Real do Reino Unido
- 25 de janeiro de 1858 – 2 de janeiro de 1861: Sua Alteza Real, a Princesa Frederico da Prússia
- 2 de janeiro de 1861 – 18 de janeiro de 1871: Sua Alteza Real, a Princesa Herdeira da Prússia
- 18 de janeiro de 1871 – 9 de março de 1888: Sua Alteza Imperial e Real, a Princesa Herdeira Alemã e Princesa Herdeira da Prússia
- 9 de março de 1888 – 15 de junho de 1888: Sua Majestade Imperial e Real, a Imperatriz Alemã e Rainha da Prússia
- 15 de junho de 1888 – 5 de agosto de 1901: Sua Majestade Imperial, a Imperatriz Frederico

### Honras
- Espanha: 788.° Dama Nobre da Ordem da Rainha Maria Luísa - .

## Descendência
| Nome                     | Foto | Nascimento           | Falecimento         | Notas |
| ------------------------ | ---- | -------------------- | ------------------- | --- |

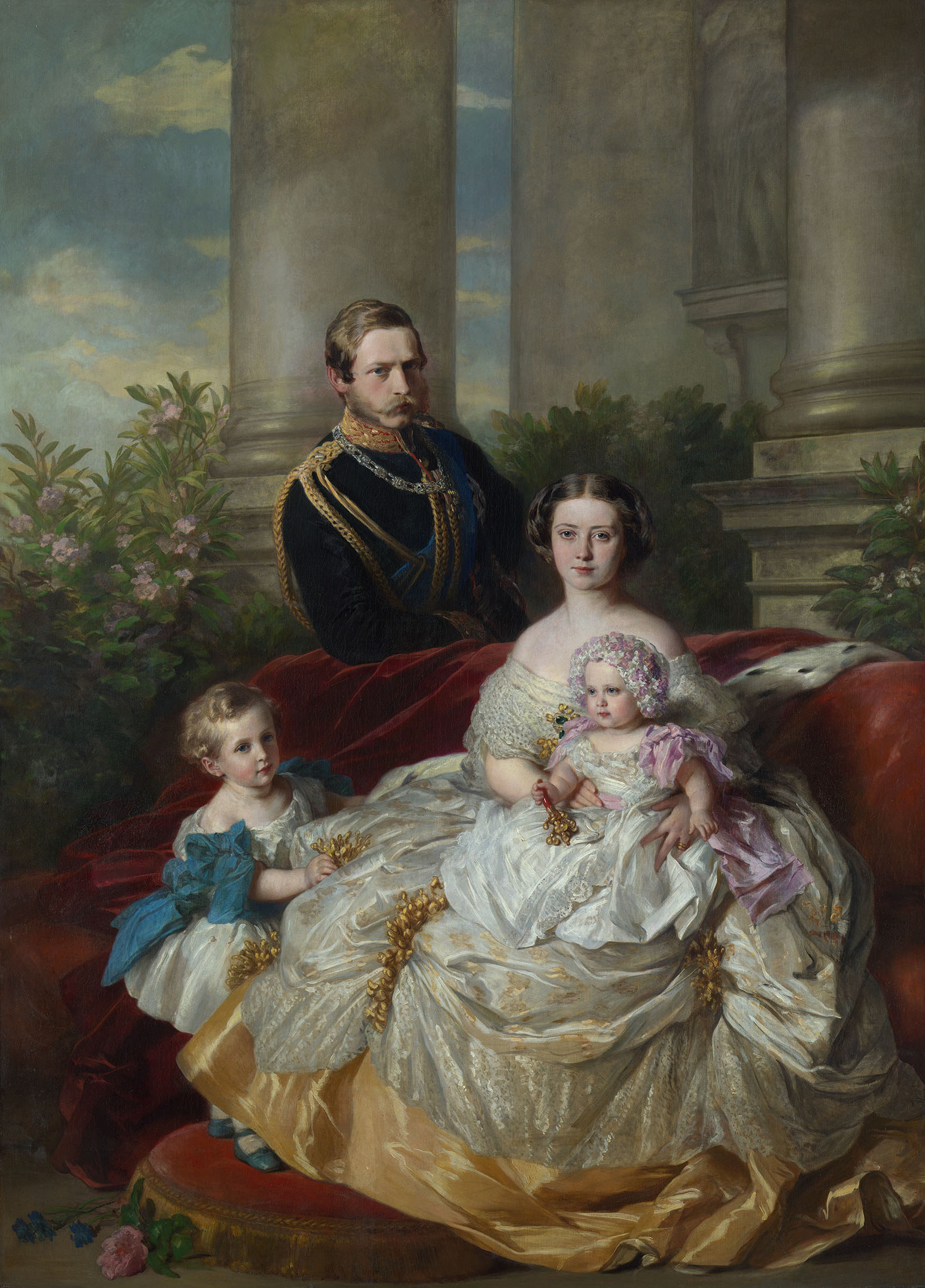
Os príncipes-herdeiros da Alemanha com os dois filhos mais velhos

| Guilherme II da Alemanha |      | 27 de Janeiro 1859   | 4 de Junho 1941     | Casou-se com Augusta Vitória de Eslésvico-Holsácia (1858-1921) e depois com Hermínia Reuss de Greiz (1887-1947). |
| Carlota da Prússia       |      | 24 de Julho 1860     | 1 de Outubro 1919   | Casou-se com Bernardo III de Saxe-Meiningen (1851-1928).                                                         |
| Henrique da Prússia      |      | 14 de Agosto 1862    | 20 de Abril 1929    | Casou-se com Irene de Hesse e do Reno (1866-1953).                                                               |
| Segismundo da Prússia    |      | 15 de Setembro 1864  | 18 de Junho 1866    | Morreu de meningite.                                                                                             |
| Vitória da Prússia       |      | 12 de Abril 1866     | 13 de Novembro 1929 | Casou-se com Adolfo de Schaumburg-Lippe (1859-1916) e depois com Alexander Zoubkov (1901-1936).                  |
| Waldemar da Prússia      |      | 10 de Fevereiro 1868 | 27 de Março 1879    | Morreu de difteria.                                                                                              |
| Sofia da Prússia         |      | 14 de Junho 1870     | 13 de Janeiro 1932  | Casou-se com Constantino I da Grécia (1868-1923).                                                                |
| Margarida da Prússia     |      | 22 de Abril 1872     | 22 de Janeiro 1954  | Casou-se com Frederico Carlos, Landgrave de Hesse (1868-1940).                                                   |

## Representações na cultura
Diversas atrizes interpretaram o papel de Imperatriz Vitória em filmes para o cinema e para a TV:
- Fanny Cogan, no filme mudo americano The Great Victory, Wilson or the Kaiser? The Fall of the Hohenzollerns, de 1919.[134]
- Ruth Hellberg, no filme alemão Bismarck, de 1940.[135]
- Pamela Standish, no filme britânico The Prime Minister, de 1941.[136]
- Hildegard Grethe, no filme alemão Die Entlassung, de 1942.[137]
- Dorothea Wieck, no filme alemão Andreas Schlüter, de 1942.[138]
- Anja Schüte, no filme britânico State of Wonder, de 1984.[139]
- Anne-Marie Düringer, na série alemã Friedrich III. …gestorben als Kaiser, de 1970.[140]
- Gemma Jones, na minissérie britânica Fall of Eagles, de 1974.[141]
- Felicity Kendal, Madeleine Cannon e Samantha Gates, na minissérie britânica Edward the King, de 1975.[142]
- Robin Eisenman, no episódio Buffalo Bill & Annie Oakley Play the Palace da série americana Voyagers!, de 1982.[143]
- Wendy Hiller, na série Lord Mountbatten: The Last Viceroy da antologia anglo-americana Masterpiece Theatre, de 1986.[144]
- Catherine Punch, no filme alemão Bismarck, de 1990.[145]
- Zizi Vaigncourt-Strallen, no filme anglo-americano Victoria and Albert, de 2001.[146]

### Memórias
- Victoria (Imperatriz-consorte Vitória). The Empress Frederick: A Memoir, Kessinger Publishing, 2009 (ISBN 1104387956)

### Correspondências
- Empress Victoria. The Empress Frederick Writes to Sophie, Her Daughter, Crown Princess and Later Queen of the Hellenes, Letters 1889-1901, Faber & Faber Limited, Londres, 1955
- Crown Princess Frederick. Beloved Mama: Private Correspondence of Queen Victoria and the German Crown Princess, 1878-1885, Evans Brothers, Londres, 1981. (ISBN 0237449978)
- Crown Princess Frederick. Dearest Mama: Letters Between Queen Victoria and the Crown Princess of Prussia, 1861-1864, Evans Brothers, Londres, 1968 (ISBN 0237444100)
- Empress Frederick; Ponsonby, Frederick. Letters of the Empress Frederick, MacMillan & Co. Londres, 1928
- Queen Victoria of Great-Britain. Beloved & Darling Child: Last Letters Between Queen Victoria & Her Eldest Daughter, 1886-1901, Sutton Publishing Ltd, 1998. (ISBN 075091825X)
- Queen Victoria of Great-Britain, Dearest Child: Letters Between Queen Victoria and the Princess Royal, 1858-1861, Evans Brothers, Londres, 1977 (ISBN 0237447819)

### Sobre Vitória
- Feuerstein-Praßer, Karin. Die deutschen Kaiserinnen. 1871–1918, Piper Verlag, Munich, 2005 (ISBN 3-492-23641-3)
- Herre, Franz. Kaiserin Friedrich – Victoria, eine Engländerin in Deutschland, Hohenheim Verlag, Stuttgart, 2006. (ISBN 3-89850-142-6)
- Müller, Friedrich Ludwig. Vicky. Aus dem Leben der Victoria von Preußen - Kaiserin für 99 Tage, Bonn, 2005. (ISBN 3-936942-64-1)
- Pakula, Hannah. Victoria. Tochter Queen Victorias, Gemahlin des preußischen Kronprinzen, Mutter Wilhelm II, Marion von Schröder-Verlag, Munich, 1999. (ISBN 3-547-77360-1)
- Pakula, Hannah. An Uncommon Woman: The Life Of Princess Vicky: The Empress Frederick, Phoenix, New Ed edition, 2002 (ISBN 1842126237)
- Princess Catherine Radziwill, The Empress Frederick, Kessinger Publishing, 2007. (ISBN 1432565818)
- Sinclair, Andrew. Victoria – Kaiserin für 99 Tage, Gustav Lübbe Verlag, Bergisch Gladbach, 1987. (ISBN 3-404-61086-5)

### Sobre Vitória e sua família
- Clay, Catherine. Le roi, l'empereur et le tsar : Les trois cousins quit ont entraîné le monde dans la guerre, Librairie Académique Perrin, 2008 (ISBN 2262028559)
- Dobson, Christopher. Chronique de l'Angleterre, Édition Chronique, 1998 (ISBN 2905969709)
- Kollander, Patricia. Frederick III – Germany’s Liberal Emperor, Greenwood Press, Westport, 1995 (ISBN 0-313-29483-6)
- Mommsen, Wolfgang J. War der Kaiser an allem schuld – Wilhelm II. und die preußisch-deutschen Machteliten, Ullstein Verlag, Berlin 2005 (ISBN 3-548-36765-8)
- Rogasch, Wilfried. Victoria & Albert, Vicky & The Kaiser: ein Kapitel deutsch-englischer Familiengeschichte, Hatje Verlag, Ostfildern-Ruit, 1997 (ISBN 3-86102-091-2)
- Röhl, John C. G. Kaiser, Hof und Staat – Wilhelm II. und die deutsche Politik, Munich, 1988 (ISBN 978-3-406-49405-5)
- Röhl, John C. G.; Warren, Martin; Hunt, David Hunt. Purple Secret, Bantam Press, Londres, 1999 (ISBN 0-552-14550-5)
- Rosador, Kurt Tetzeli von; Mersmann, Arndt Mersmann. Queen Victoria – Ein biographisches Lesebuch aus ihren Briefen und Tagebüchern, Deutscher Taschenbuchverlag, Munich, 2001 (ISBN 3-423-12846-1)

### Outros trabalhos
- Engelberg, Ernst. Bismarck – Urpreuße und Reichsgründer, Siedler Verlag, Berlin, 1985 (ISBN 3-88680-121-7)
- Kerautret, Michel. Histoire de la Prusse, Paris, éditions du Seuil, 2005 (ISBN 2020416980)
- Poloni, Bernard. L'Empire allemand de l'unité du Reich au départ de Bismarck, 1871-1890, Du Temps, 2002 (ISBN 2842742060)

## Nota
- Este artigo foi inicialmente traduzido, total ou parcialmente, do artigo da Wikipédia em francês cujo título é «Victoria du Royaume-Uni (1840-1901)», especificamente desta versão.